# Hessenpark
Der Hessenpark ist ein Freilichtmuseum in Neu-Anspach im Hochtaunuskreis in Hessen. Auf 65 Hektar Fläche und in mehr als hundert historischen Gebäuden wird die Geschichte des hessischen Dorflebens der letzten Jahrhunderte gezeigt.

## Geografie und Lage

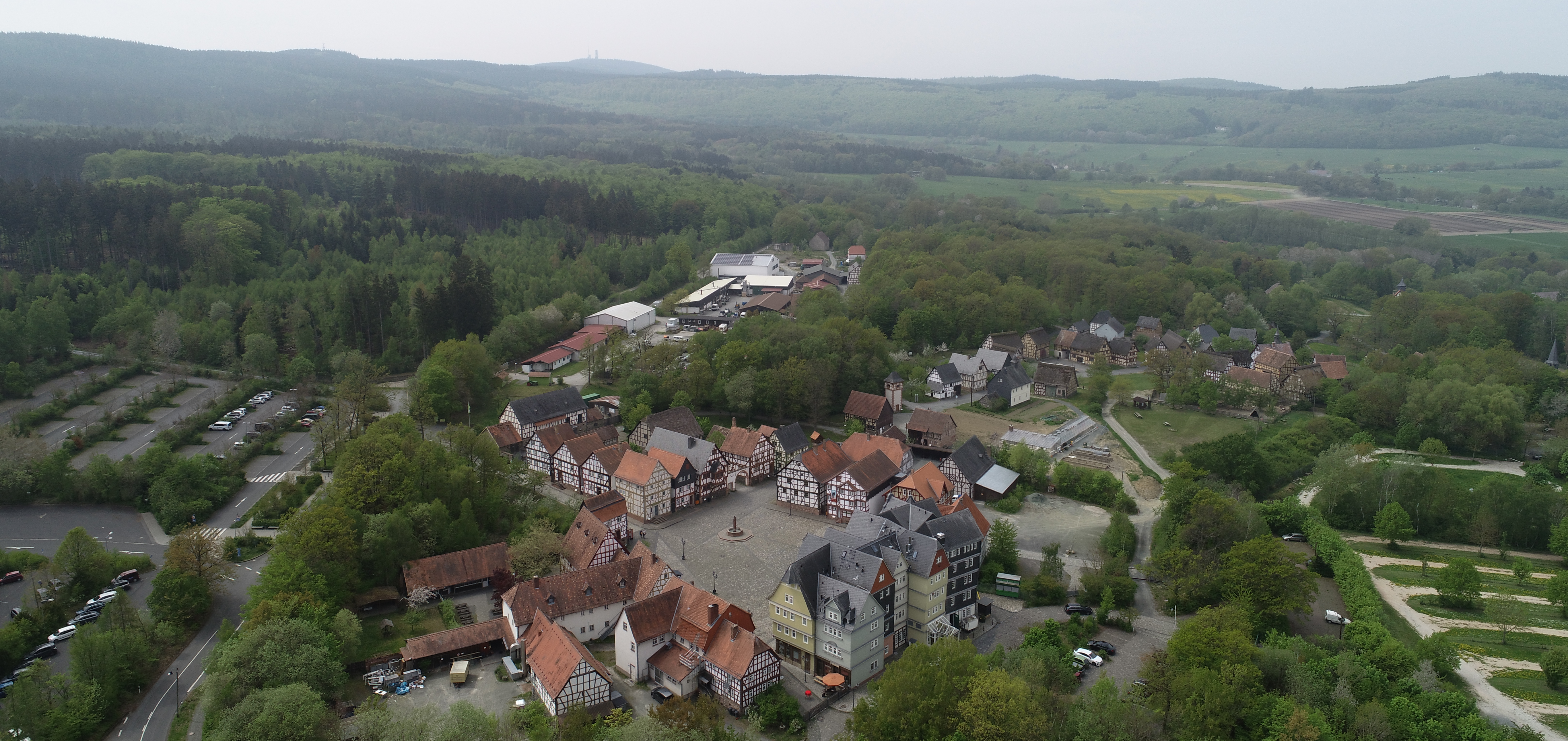
Luftbild des Hessenparks, im Hintergrund der Große Feldberg (2019)

Das Gelände des 65 ha großen Freilichtmuseums befindet sich im Südosten des Taunus (östlicher Hintertaunus), zwischen Neu-Anspach (nordwestlich) und dem Wehrheimer Ortsteil Obernhain (östlich). Der Park liegt unmittelbar nördlich des waldreichen Hohen Taunus, vor dem Taunushauptkamm, in etwa 2 km (Luftlinie) nördlich des Roßkopf (635 m ü. NN). Das Gelände des Parks erstreckt sich in einer Höhenlage zwischen 360 und 400 m im Tal des Erlenbachs, dem Stahlnhainer Grund.
Der Park liegt an der Landesstraße 3041, die aus westlicher Richtung vom Weiltal von der Landesstraße 3025 abzweigt und nach Osten zur Bundesstraße 456 verläuft. Diese überquert in südlicher Richtung den Saalburgpass (414 m) und führt weiter nach Bad Homburg in den Vordertaunus hinab.

## Geschichte
Gegründet wurde das Museum 1974 durch die hessische Landesregierung unter Ministerpräsident Albert Osswald (SPD). Die Grundsteinlegung war im Jahr 1974. Offiziell eröffnet wurde der Hessenpark 1978 durch den Ministerpräsidenten Holger Börner (SPD). Bis kurz vor der Eröffnung war der Hochtaunuskreis Träger, bevor das Freilichtmuseum eine landeseigene GmbH wurde.
Erster Leiter und einer der wesentlichen Initiatoren war Eugen Ernst, der heute noch als Ehrenvorsitzender des Förderkreises mitwirkt. Prominente Besucher waren der damalige Bundeskanzler Gerhard Schröder am 1. Mai 2003 und Tenzin Gyatso, der 14. Dalai Lama, am 22. September 2007.
Seit 2004 ist im Hessenpark die Hessische Uhrmacherschule untergebracht.

## Konzept

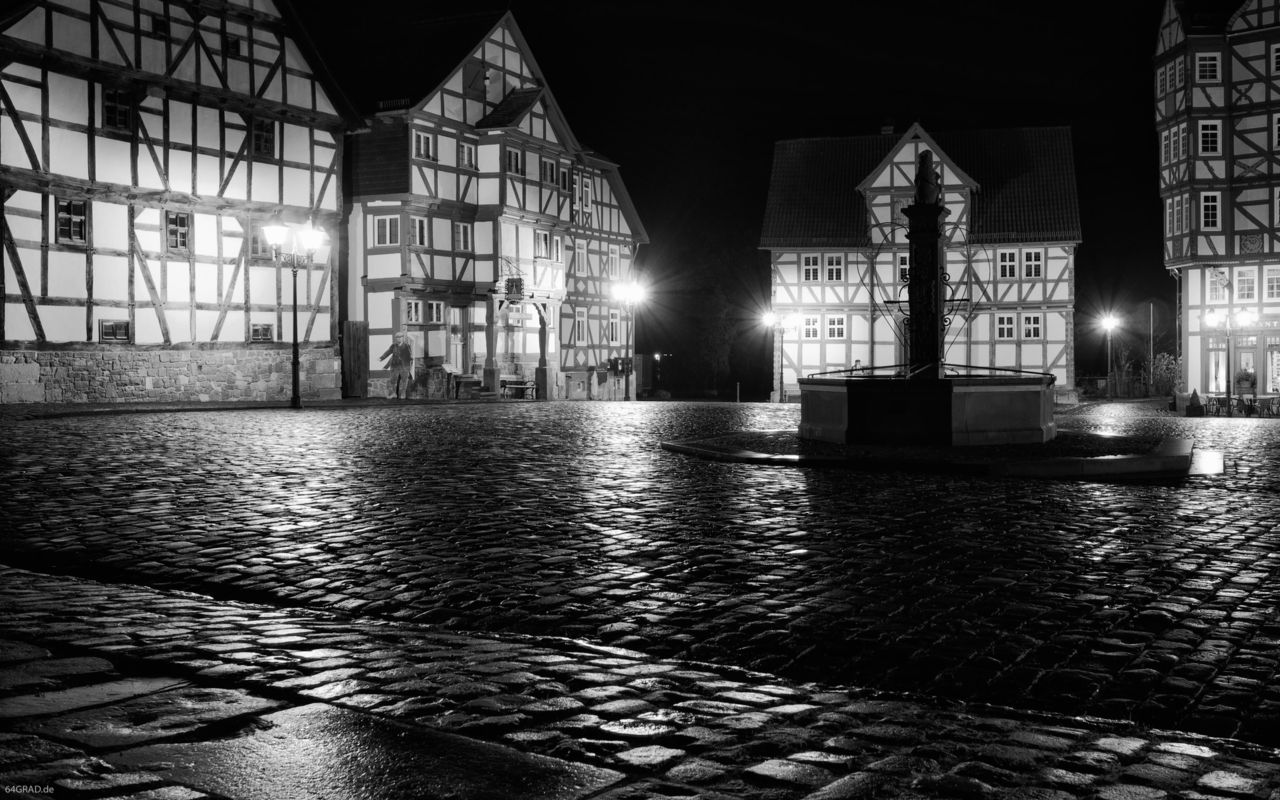
Marktplatz bei Nacht (2012)

Der Hessenpark verfolgt eine Anzahl von Zielen:
- Er dient der musealen Sammlung von Gebäuden. In ihm sind andernorts abgetragene Fachwerkhäuser aus ganz Hessen, zwei Windmühlen aus Norddeutschland (1985–1987) und weitere Gebäude wieder errichtet worden, um sie für die Nachwelt zu erhalten (Translozierung). Der Hessenpark umfasst mittlerweile mehr als 100 Gebäude (Stand: 2008).
- Er soll einen Eindruck typischen dörflichen Lebens in den einzelnen Regionen Hessens vermitteln. Diese Regionen sind in den Baugruppen repräsentiert.
- Er soll das Wissen über traditionelle Bautechniken bewahren.
- Es sollen traditionelle Handwerke bewahrt und vorgestellt werden.
- Die Häuser sollen für spezifische, hessenbezogene Fachausstellungen genutzt werden. So ist z. B. im Taunushaus eine Dauerausstellung über den Taunus zu sehen.
- Es sollen traditionelle landwirtschaftliche Methoden genutzt und alte Sorten und Rassen kultiviert werden.
- Die Anlage soll dem Umweltschutz dienen. Hier ist vor allem die Storchen-Aufzuchtsstation zu nennen. Allerdings sind Störche im Hessenpark nicht mehr zu finden (Stand: 2010/2011).

### Denkmalschutz
Primäres Ziel des Denkmalschutzes ist es, schützenswerte Gebäude am ursprünglichen Standort zu erhalten. Ein Baudenkmal wirkt immer auch im Kontext der Umgebung, in der es errichtet wurde. Daher ist ein Versetzen von Baudenkmalen in Deutschland grundsätzlich untersagt. In Ausnahmefällen ist ein Abriss jedoch unvermeidbar und vom Denkmalschutz erlaubt. Dies ist nach dem Hessischen Denkmalschutzgesetz dann der Fall, wenn die Verpflichtung, das Objekt zu erhalten, unzumutbar (z. B. aus Kostengründen) oder nicht möglich (z. B. beim Bau von Umgehungsstraßen) ist. Eine Vielzahl von Häusern, die an ihrem Standort nicht zu erhalten waren, wurden in ihre Teile zerlegt, im Hessenpark zwischengelagert und dadurch gesichert. Die Objekte im Hessenpark sind daher keine (unbeweglichen) Denkmale im Sinne des Denkmalschutzgesetzes, sondern museale Objekte. Ein Wiederaufbau der Häuser (Translozierung) erfolgt Zug um Zug, hierdurch kann der Hessenpark auch mehrfachen Besuchern jährlich neue Angebote machen.

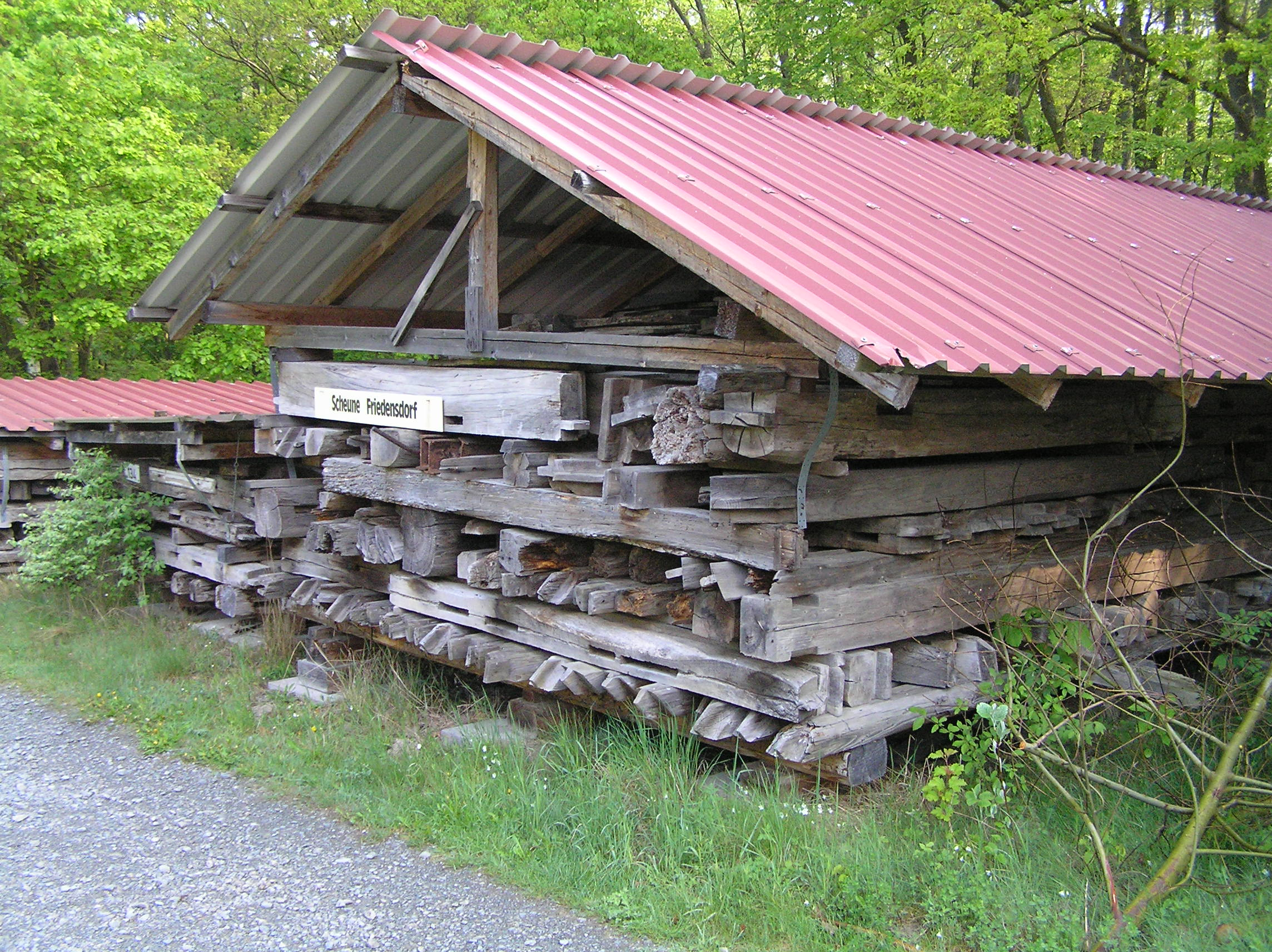
Gelagertes Gebäude (Scheune Friedensdorf)
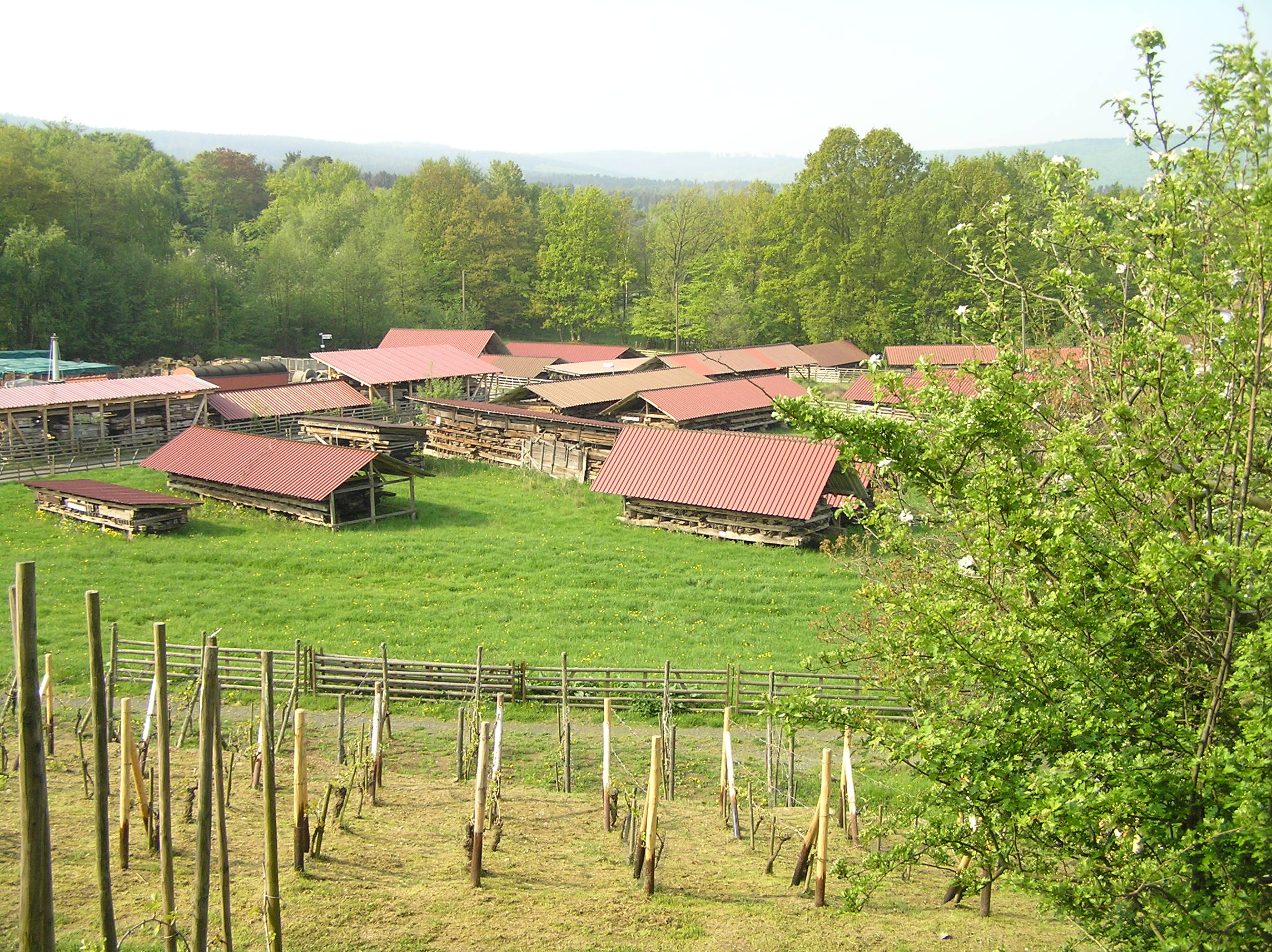
Die ganze Baugruppe Südhessen zwischengelagert
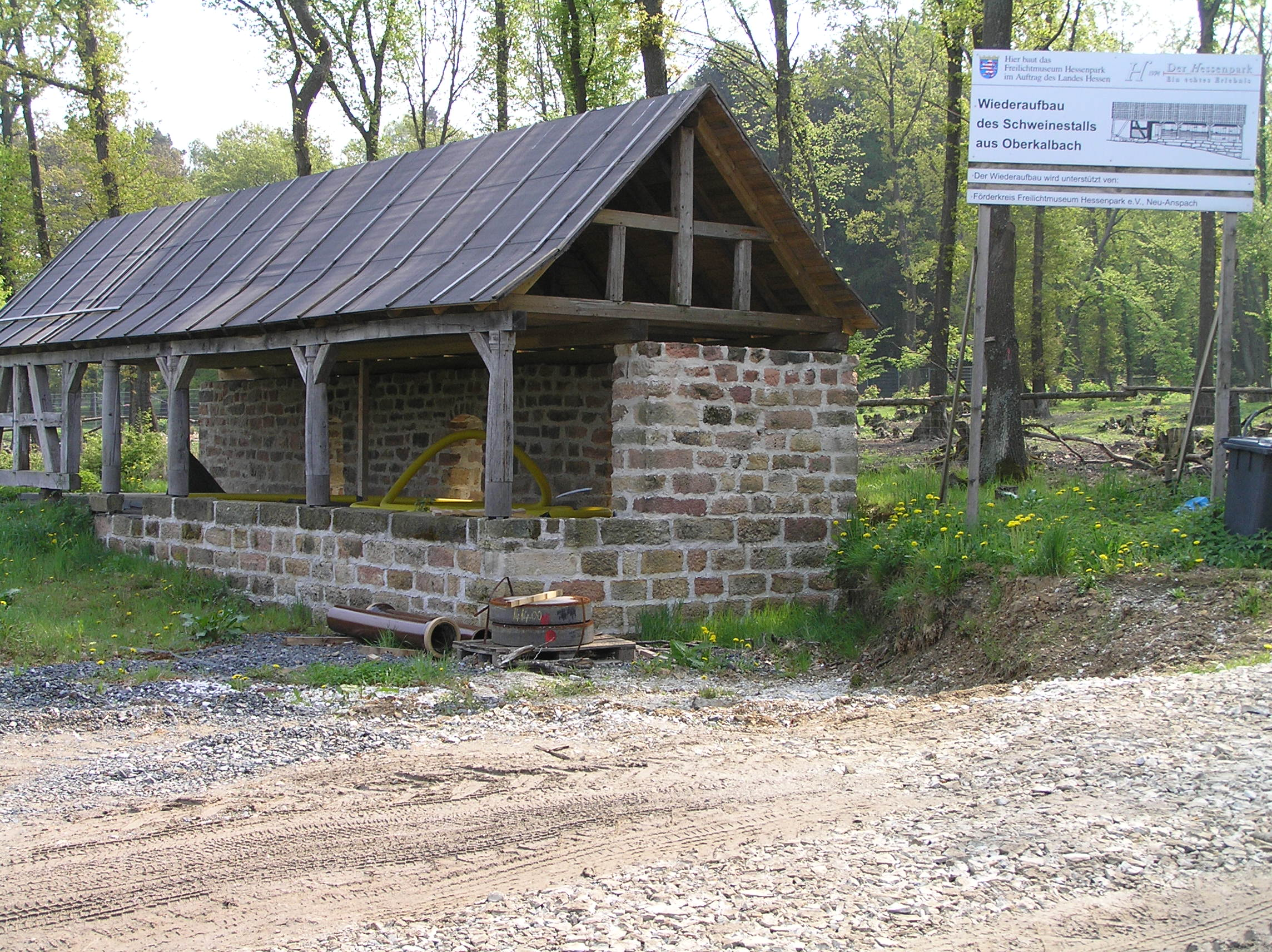
Im Wiederaufbau befindlicher Schweinestall

### Traditionelle Techniken
Das Wissen um die Bautechniken vorheriger Jahrhunderte ist teilweise verlorengegangen. Der Hessenpark bemüht sich, das Wissen über Bautechniken zu bewahren und verlorenes Wissen experimentell neu zu erheben. Auch forscht er zu traditionellen Handwerkstechniken und präsentiert diese den Besuchern. An vielen Tagen können klassische Handwerke auch in Aktion erlebt werden, darunter u. a. Töpferei, Besenbinden, Seilerei, Spinnen, Blaufärberei, Schmieden, Nagelschmieden, Drechseln, Pfeifenschnitzen oder auch Köhlern. Im Hessenpark hergestellte Produkte können auch käuflich erworben werden.
Ein weiterer Schwerpunkt des Hessenparks ist die Erhaltungszucht alter Pflanzensorten und Tierarten und die Demonstration und Bewahrung alter landwirtschaftlicher Methoden wie der Waldweide.

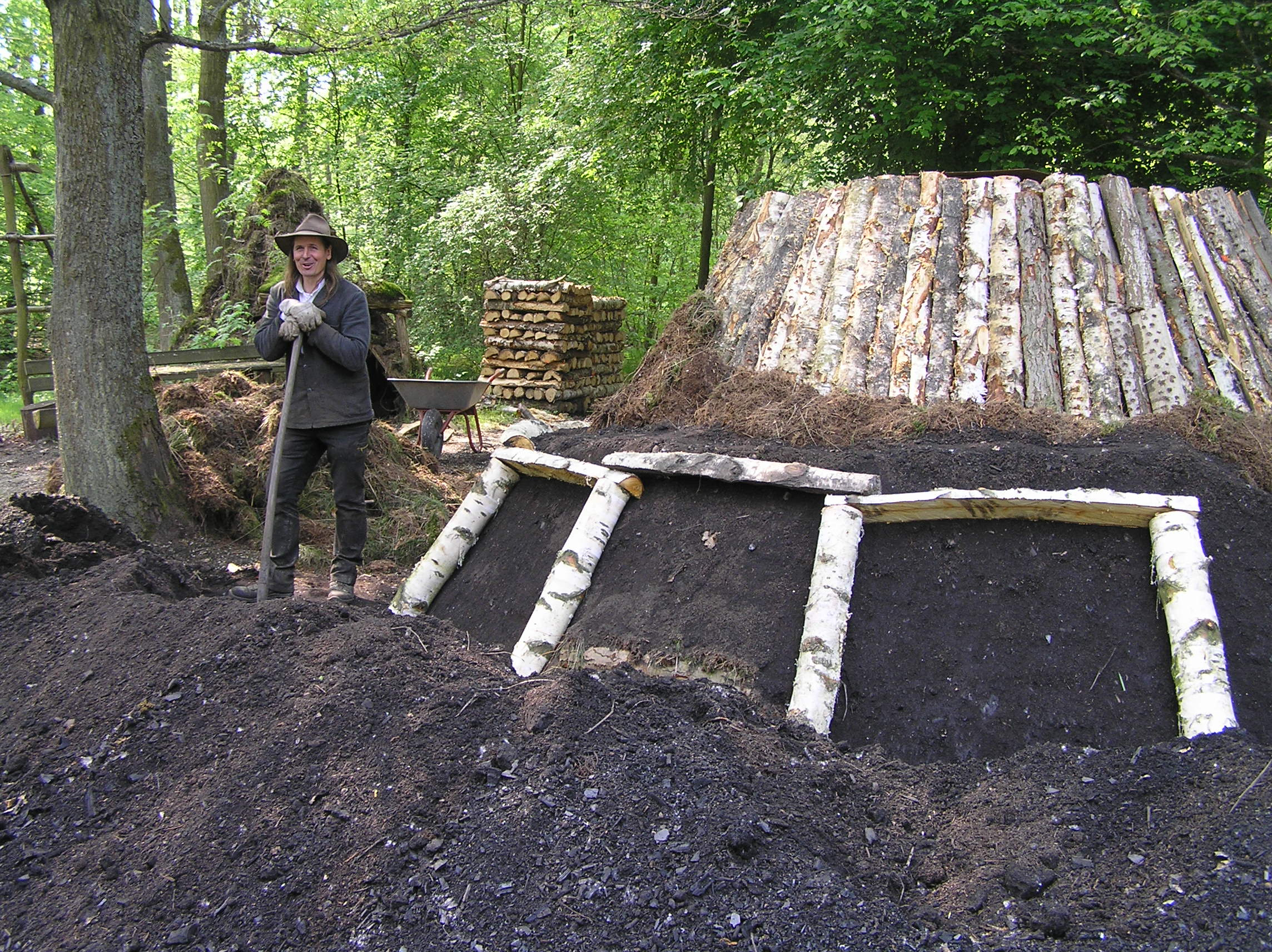
Köhler im Hessenpark
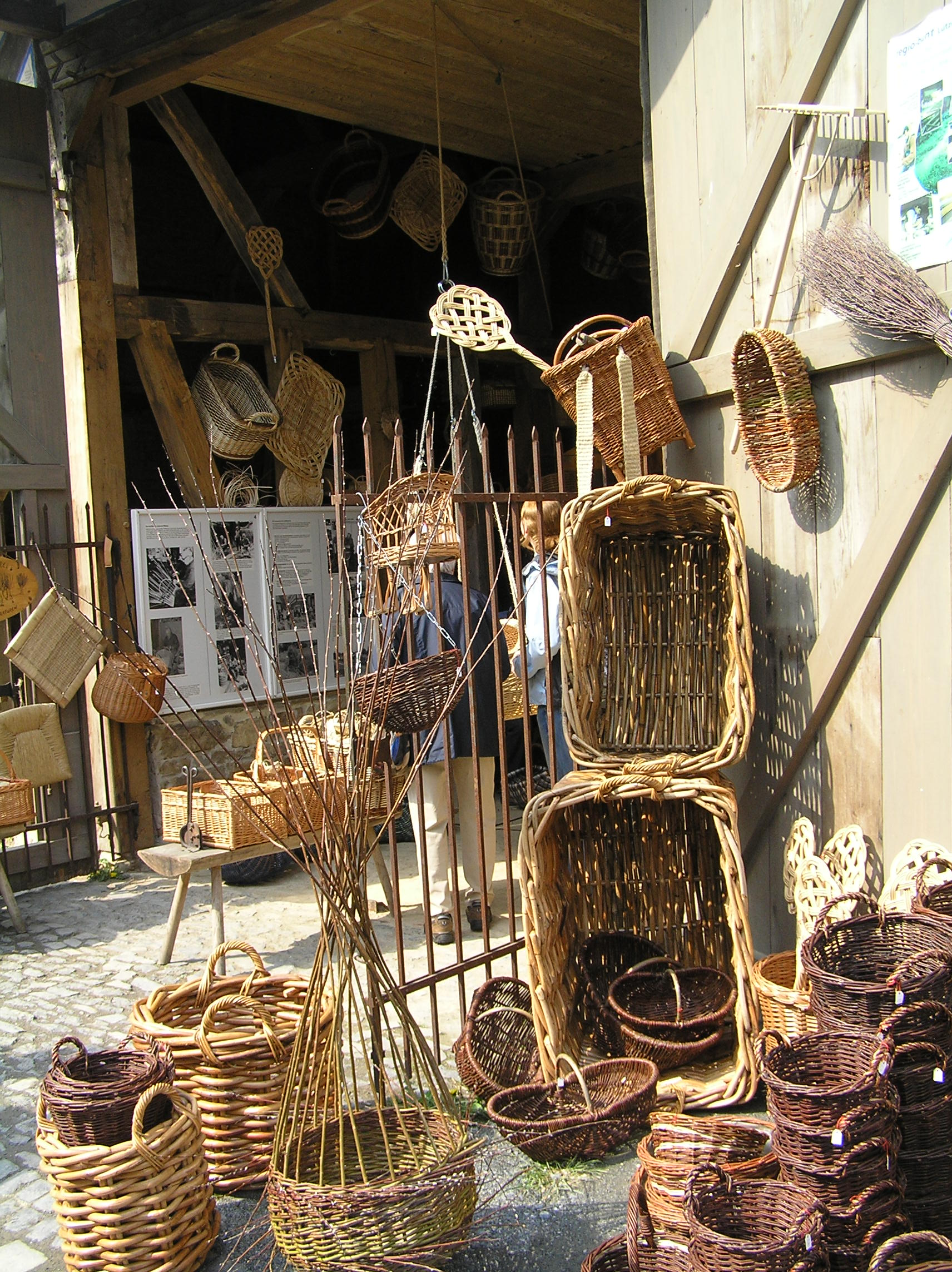
Korbflechten
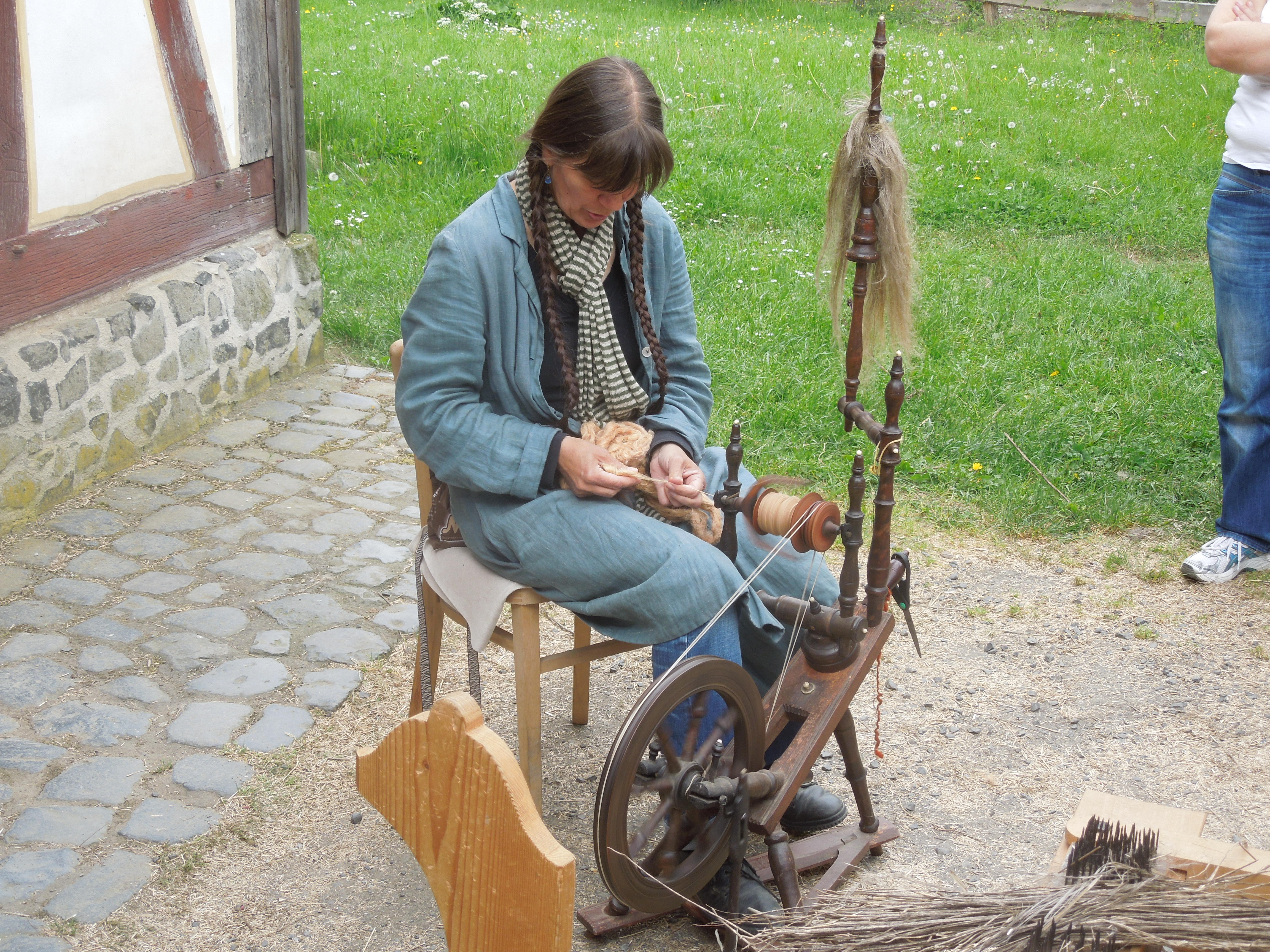
Flachsspinnerin
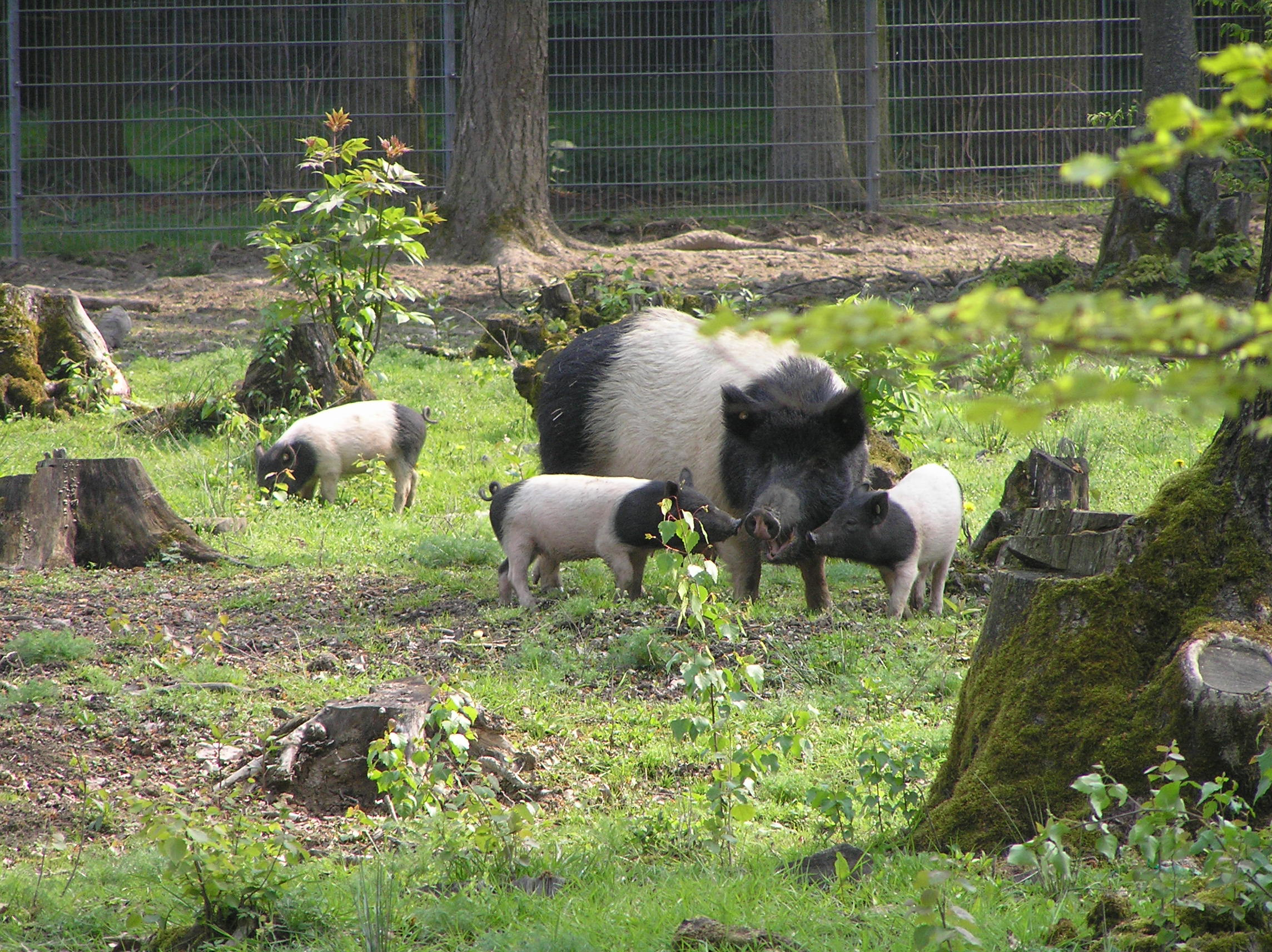
Waldweide alter Schweinerassen
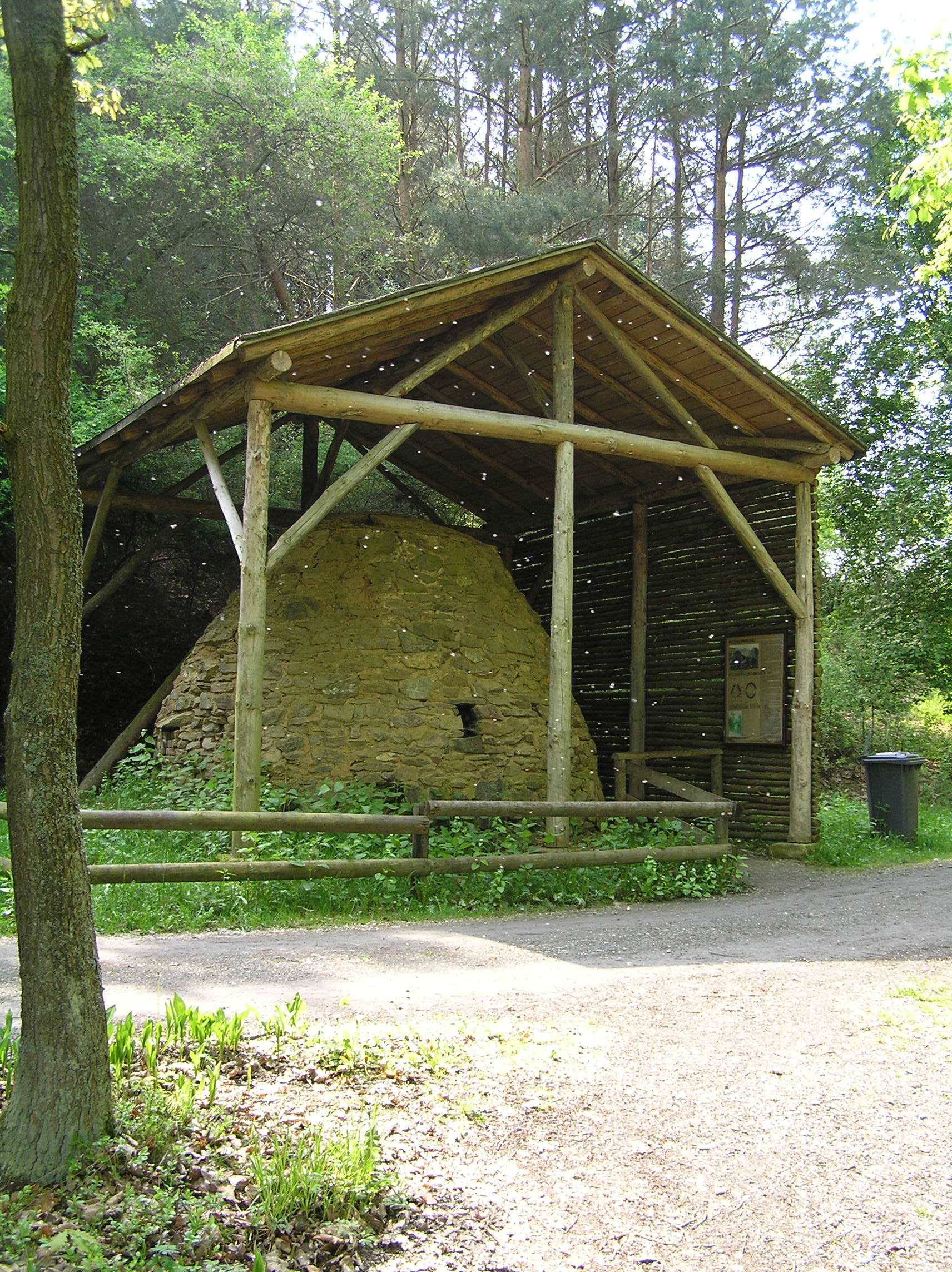
Pechofen
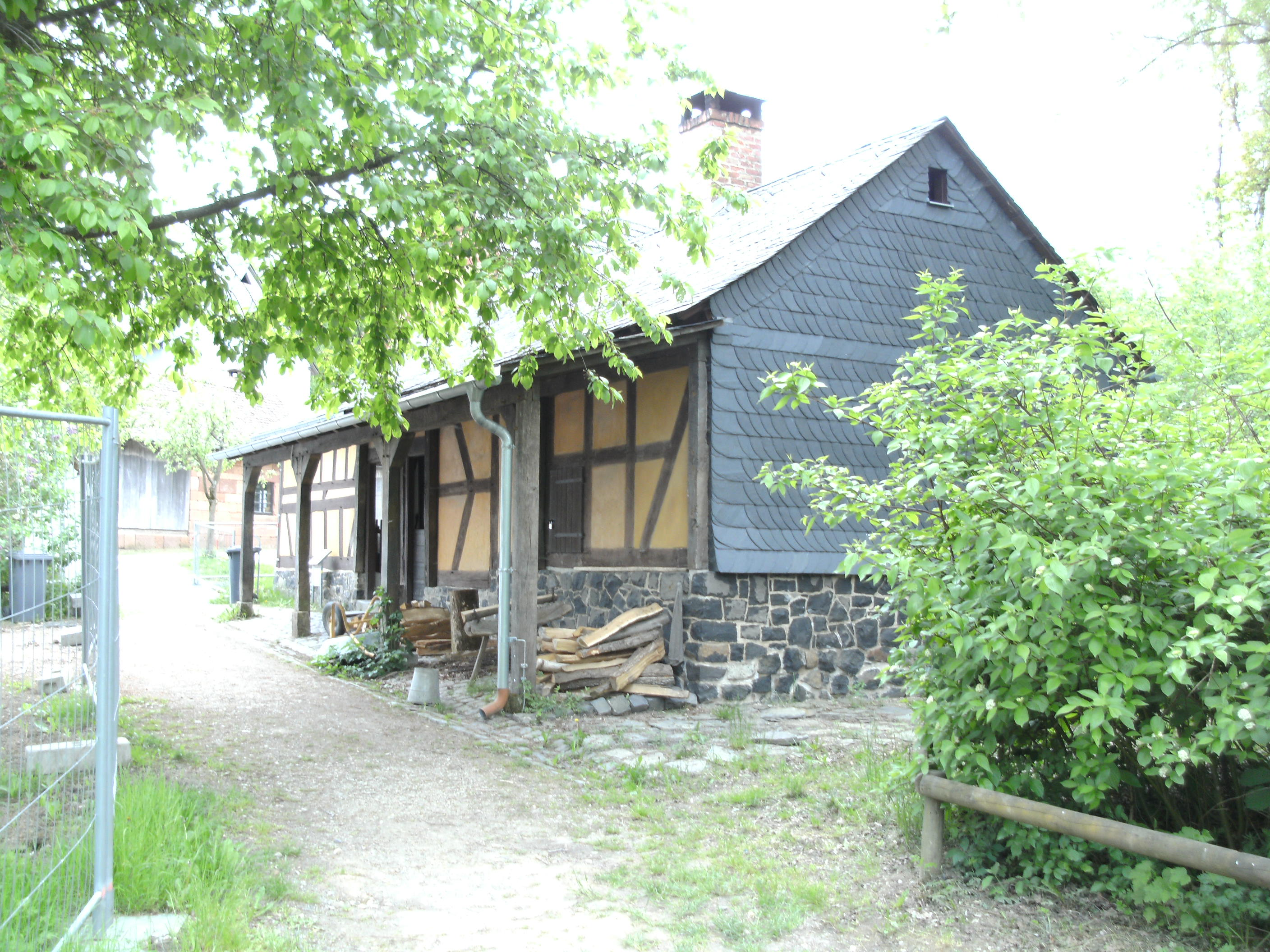
Gemeindebackhaus

## Einrichtungen und Aufbau
Zu den Einrichtungen des Freilichtmuseums zählen mehrere historische Gebäude mit Handwerksbetrieben wie z. B. Backhaus, Schmiede und Druckerei. Auch öffentliche Gebäude wie Post oder eine Dorfschule sind vorhanden. Außerdem sind Dorfkirchen und zwei Synagogen (siehe Synagoge (Groß-Umstadt) und Synagoge (Nentershausen)) zu sehen ebenso wie eine nachgebaute Altstadtzeile aus Gießen mit einem Hotel. Bekannt ist der Hessenpark auch für seine Windmühlen sowie die Wassermühle mit Hammerwerk.
Der Hessenpark teilt sich auf in die Baugruppen, die die unterschiedlichen Dorfformen der hessischen Regionen repräsentieren sollen. Die älteste und am weitesten ausgebaute ist die Baugruppe Mittelhessen. Mittelpunkt dieser Baugruppe, die ein typisches Dorf Mittelhessens repräsentiert, ist der Dorfplatz mit Kirche, Dorfschule, Schmiede und Gehöften. Für Veranstaltungen ist ein Freilichttheater vorgesehen. Die Baugruppe Nordhessen wird geprägt durch Windmühlen und die Zehntscheune. Diese ist gleichzeitig Veranstaltungsraum für eine Vielzahl von Veranstaltungen. Die Baugruppen Osthessen und Südhessen sind derzeit nur teilweise fertiggestellt.

### Baugruppe Marktplatz

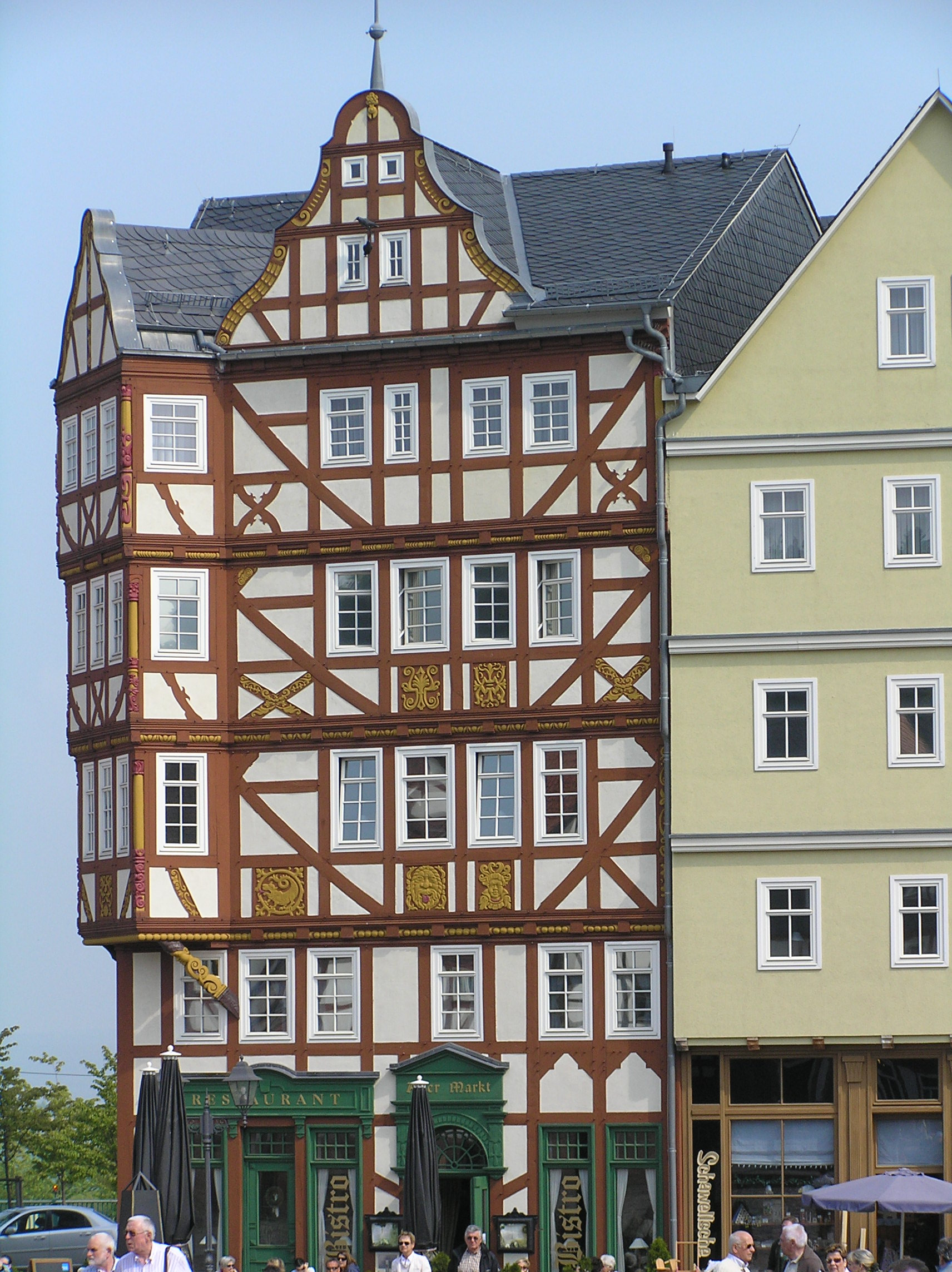
Hotel im Hessenpark (2009)

Der historisch älteste Bauabschnitt ist der heutige Marktplatz. Er hat eine Sonderstellung, denn er ist nicht regional festgelegt. Aus dem gesamten Bundesland Hessen sind Gebäude vertreten, hier sind wesentliche „Serviceeinrichtungen“ des Hessenparks eingerichtet. Er bietet neben Dauerausstellungen (z. B. dem Funktechnischen Museum, der Ausstellung über hessische Fotografie im Haus Lips aus Schlitz oder dem Druckereimuseum im Haus Melgershausen) auch ein Hotel und gastronomische Einrichtungen. Während das Wirtshaus Zum Adler hauptsächlich deftige hessische Küche anbietet, ist das Hotel Hessenpark auch auf gehobene Küche eingerichtet. Beide Häuser verfügen über Biergärten, das Hotel auch über Tagungsräume. Unter anderem befindet sich in der Mitte des Marktplatzes eine Nachbildung des Vierröhrenbrunnens, der in Langen steht.
Die Baugruppe Marktplatz bei Nacht:

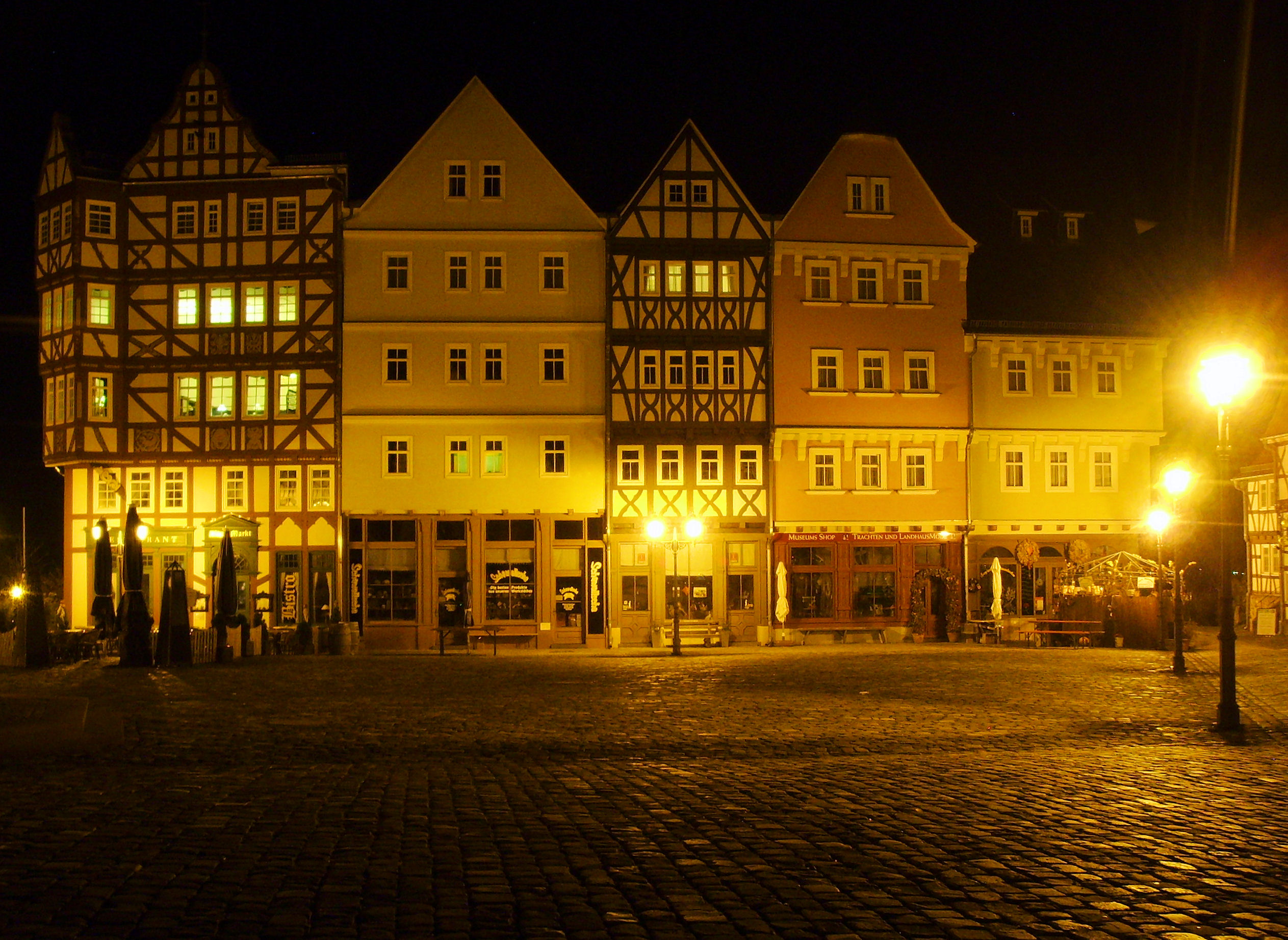
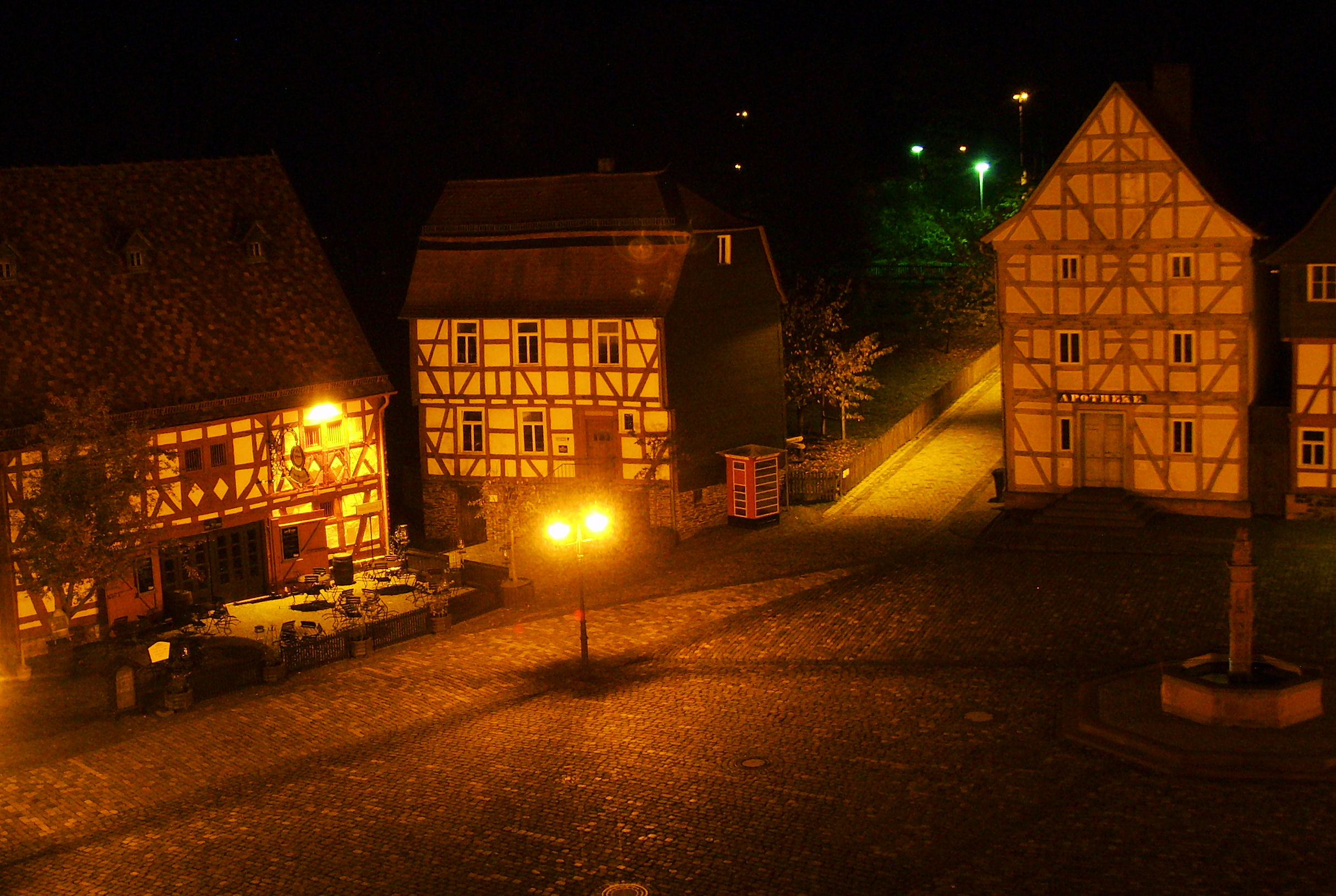
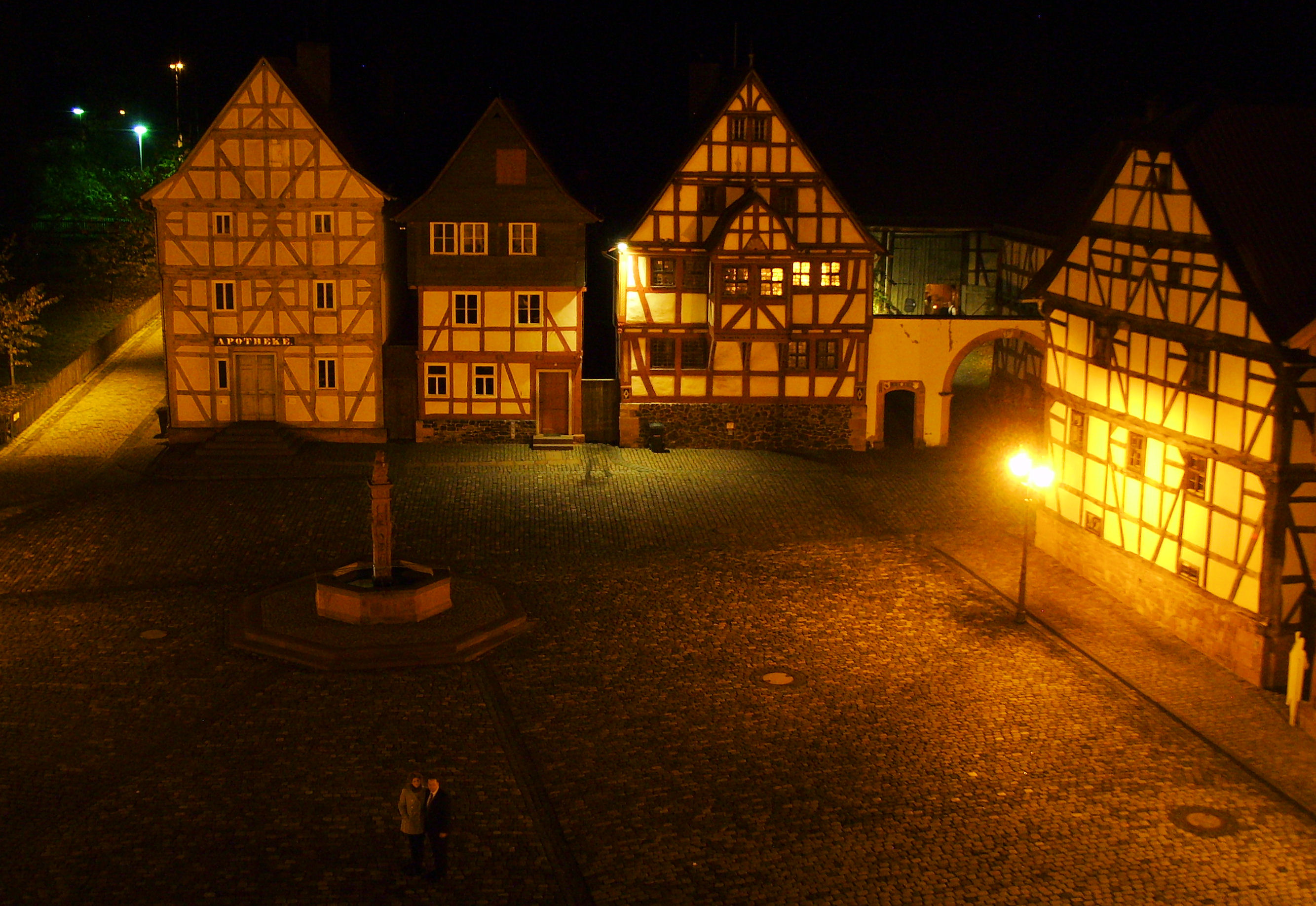
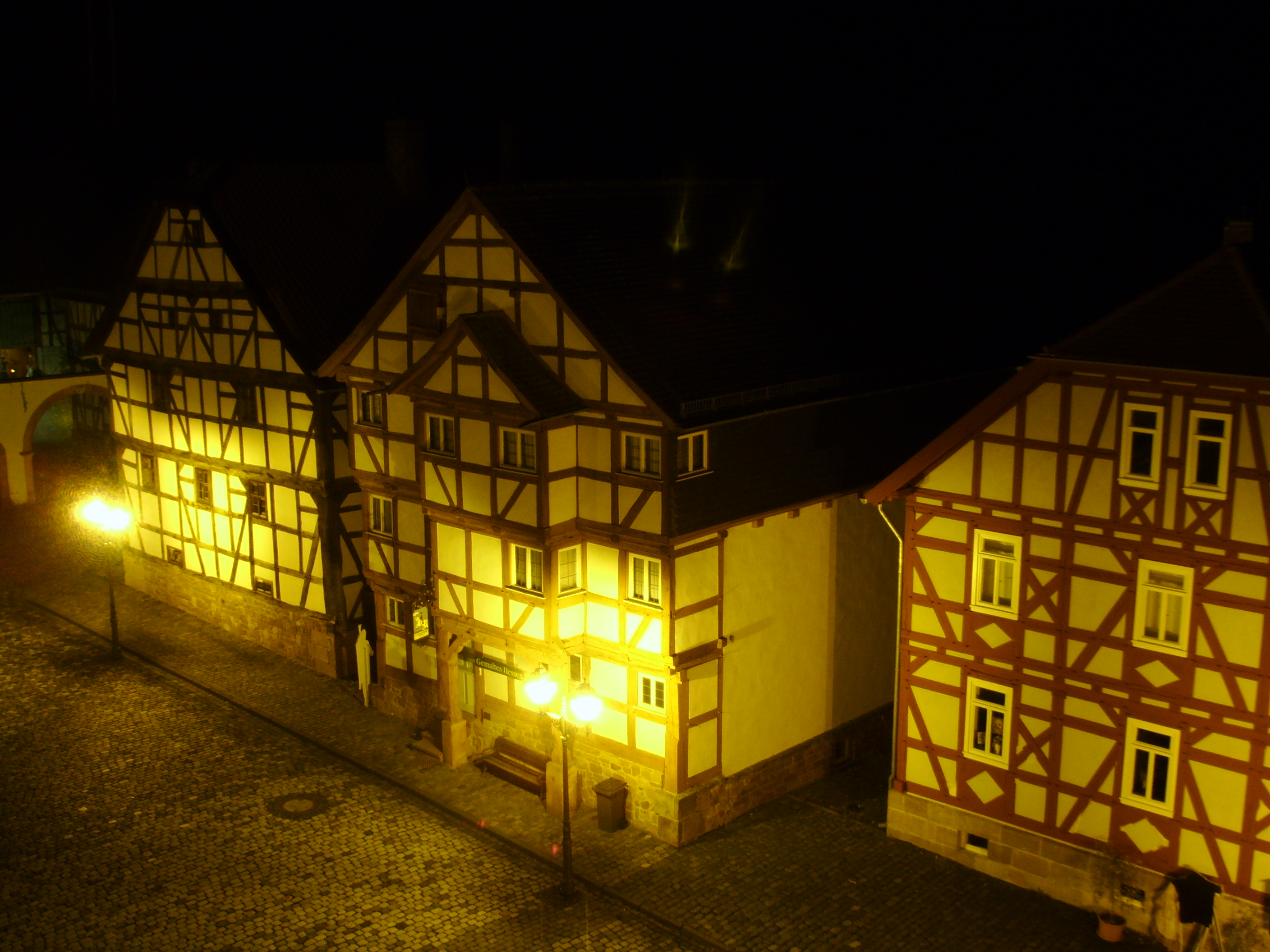

Eine Reihe von Geschäften bietet auf dem Marktplatz und davor auf dem Zugang zum Marktplatz im Hessenpark hergestellte Produkte und Souvenirs an. Ein freier Zugang zwecks Einkäufen ist nach Anmeldung ebenfalls möglich. Besonders bekannt ist das nach alter Technik im Steinofen gebackene Brot, das in der Backstube angeboten wird. Daneben gibt es handgemachte Bürsten, geflochtene Körbe und viele andere Produkte. Durch den Verkauf der Produkte werden die in den Schauvorführungen produzierten Waren abgesetzt und ein Teil der damit verbundenen Kosten gedeckt.
Die Baugruppe Marktplatz bei Tag:

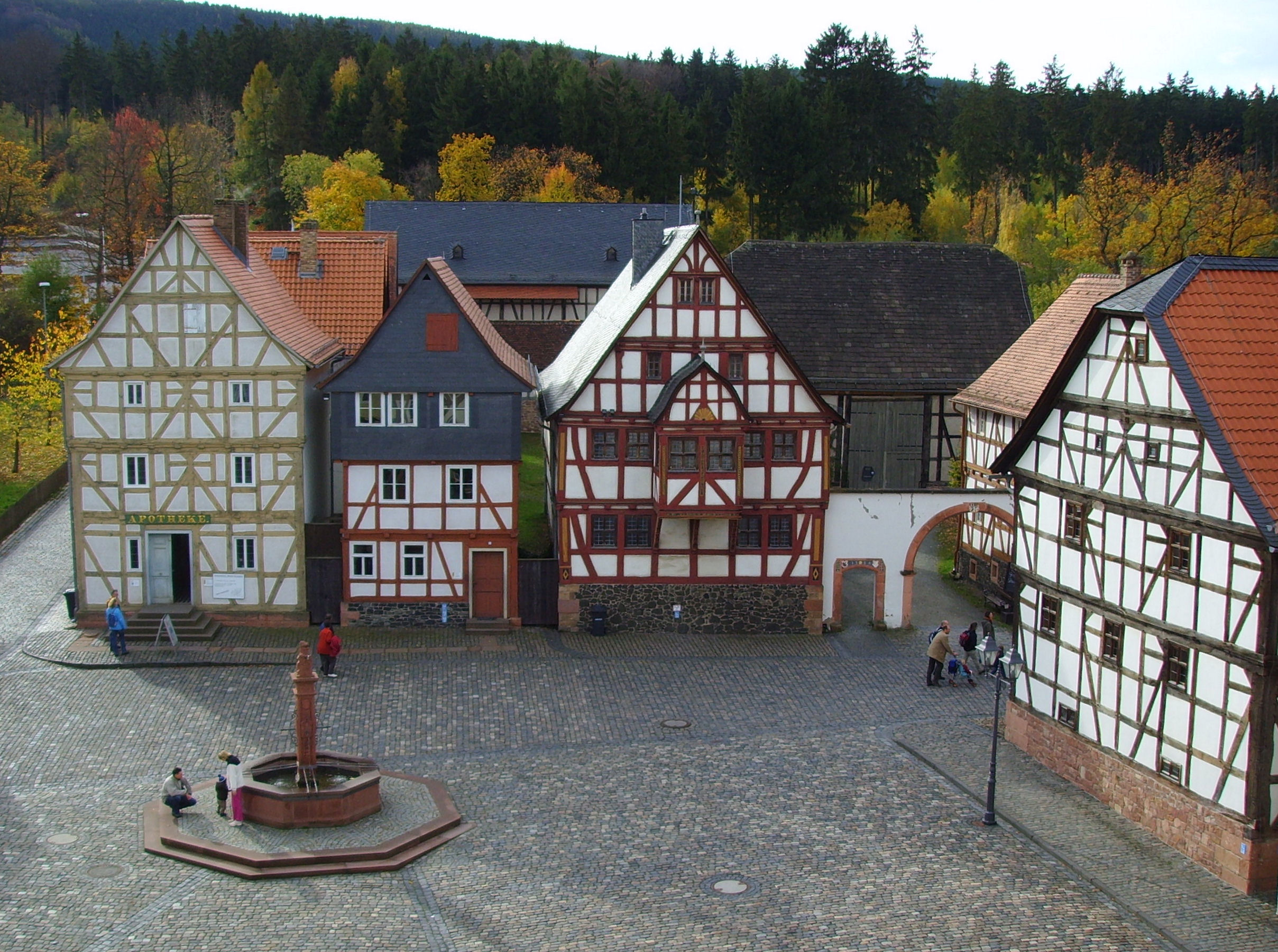
Apotheke
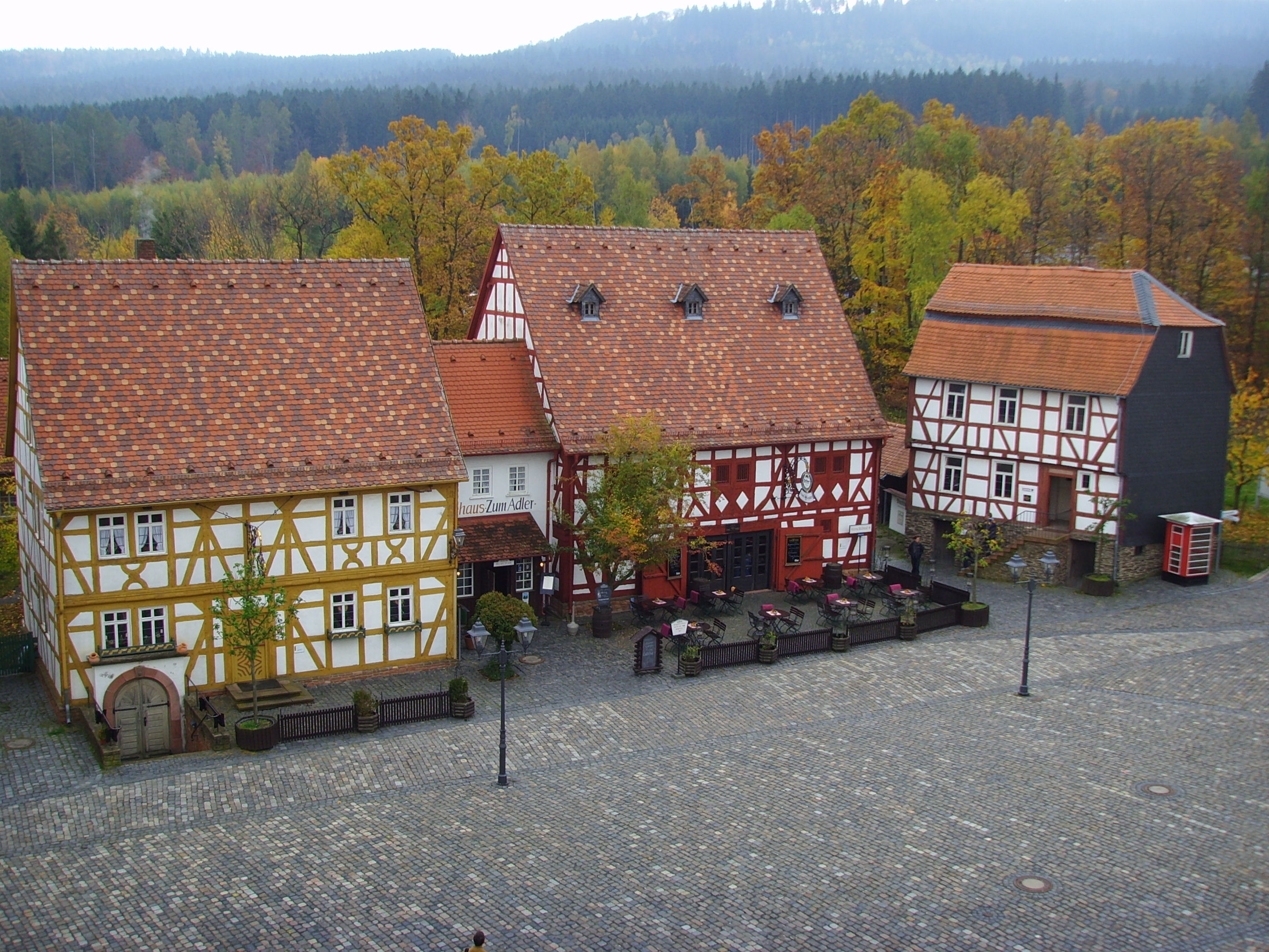
Wirtshaus Zum Adler
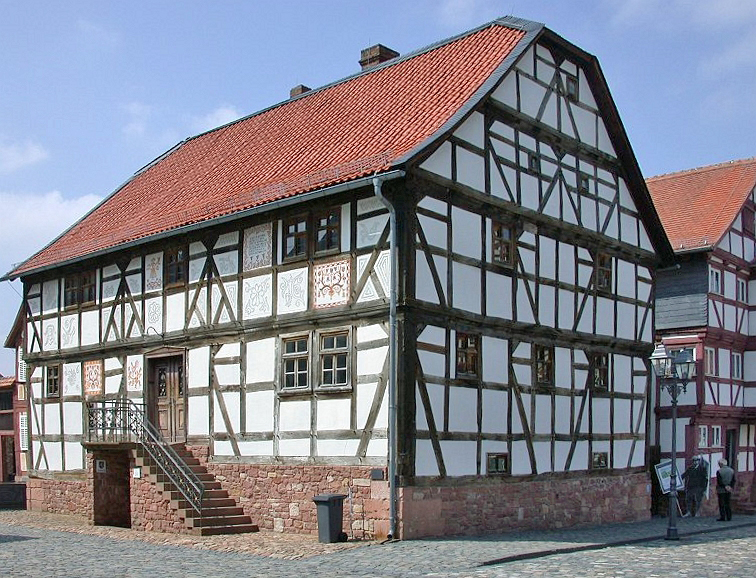
Haus „Rörshain“ (Hessische Uhrmacherschule)

Frei zugänglich im Marktplatzbereich sind auch eine Reihe von Dauerausstellungen. Hierzu zählen das funktechnische Museum, die Apotheke, das Photomuseum, die Gusseisen-Ausstellung und die Ausstellung über das Bierbrauen. Im Haus Rörshain befinden sich die Hessische Uhrmacherschule und die Werkstatt der Uhrmacher im Hessenpark, gegenüber im Haus aus Laubach eine Ausstellung über Turmuhren.
Dauerausstellungen und Verkaufseinrichtungen am Marktplatz:

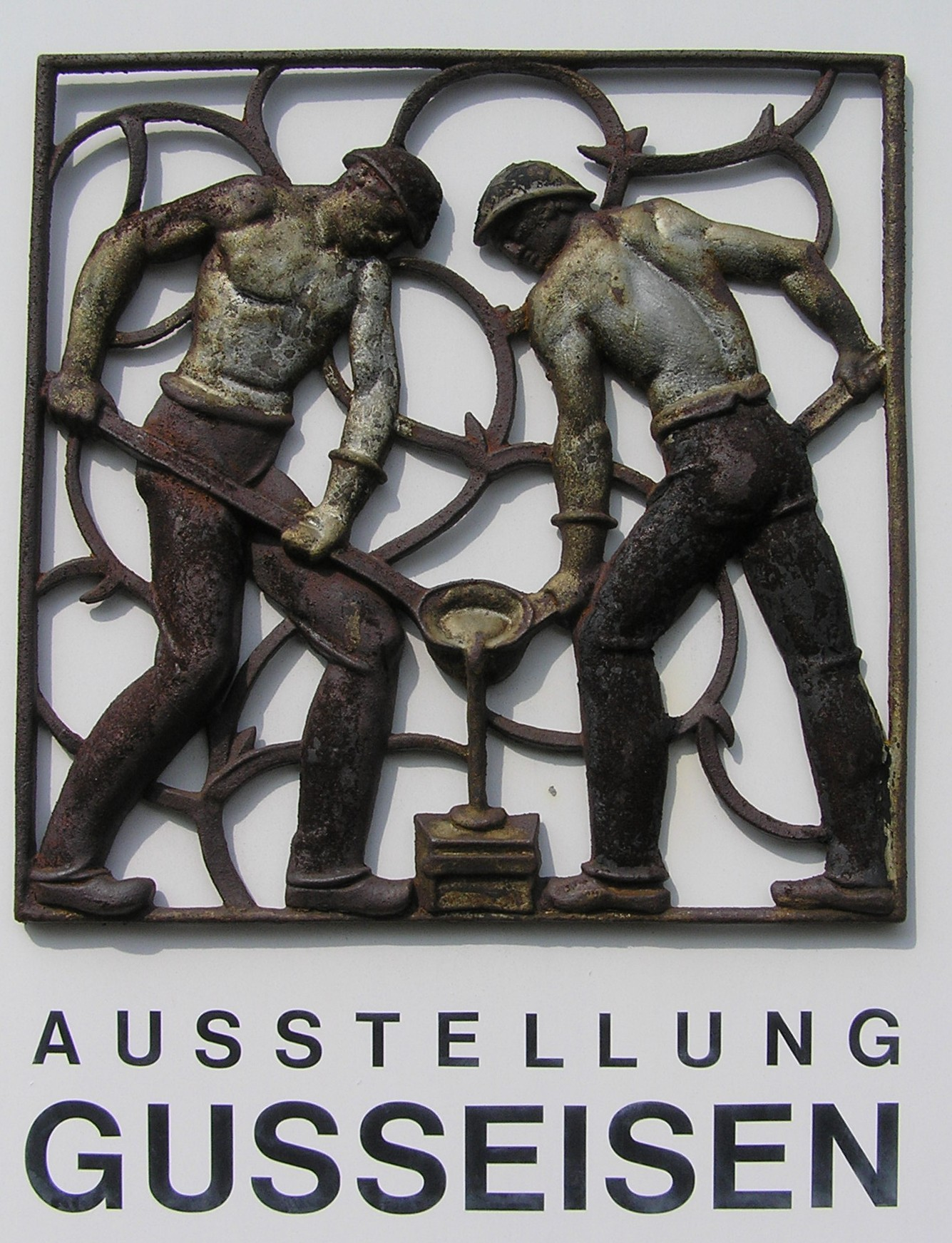
Gusseisen-Ausstellung
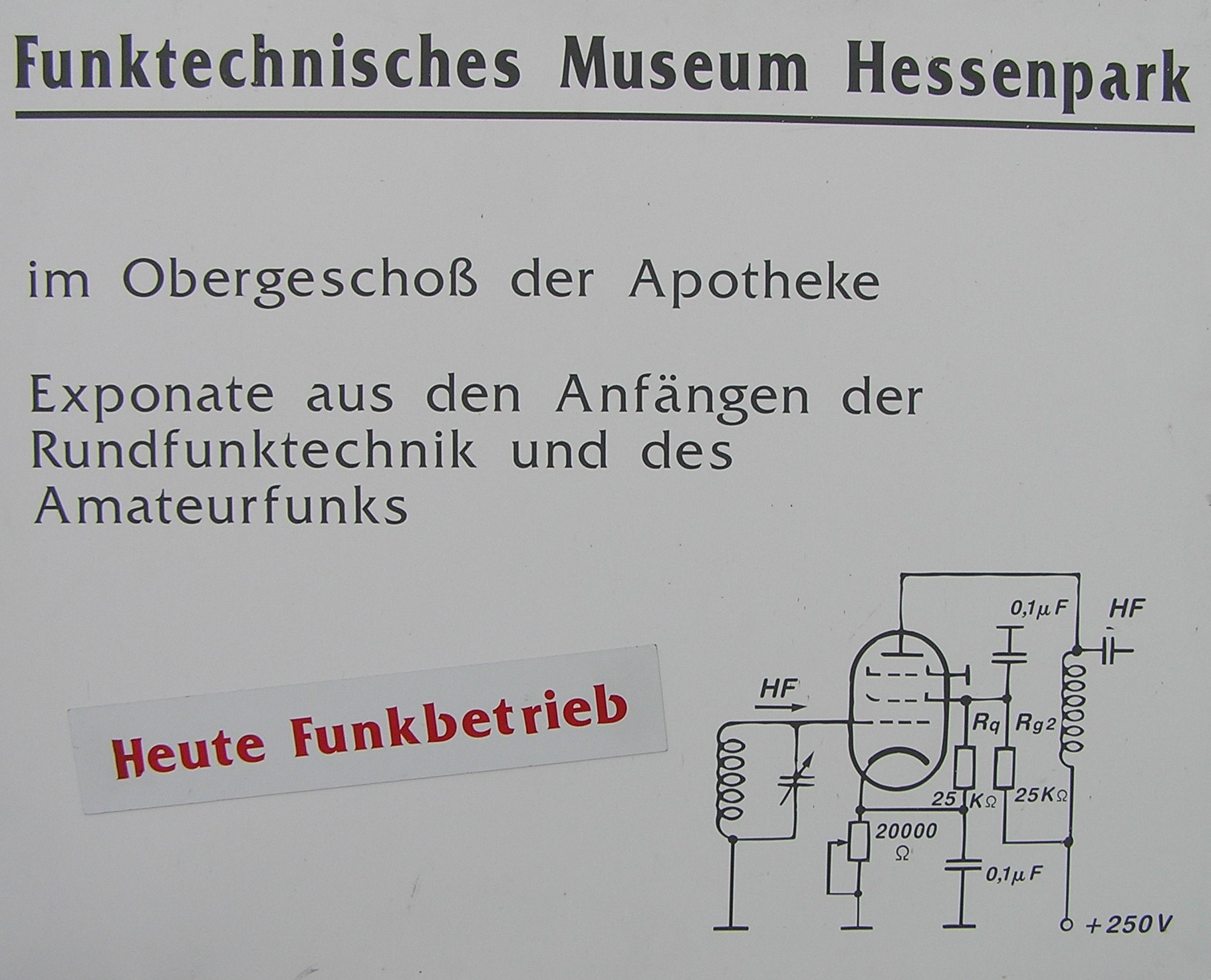
Funktechnisches Museum
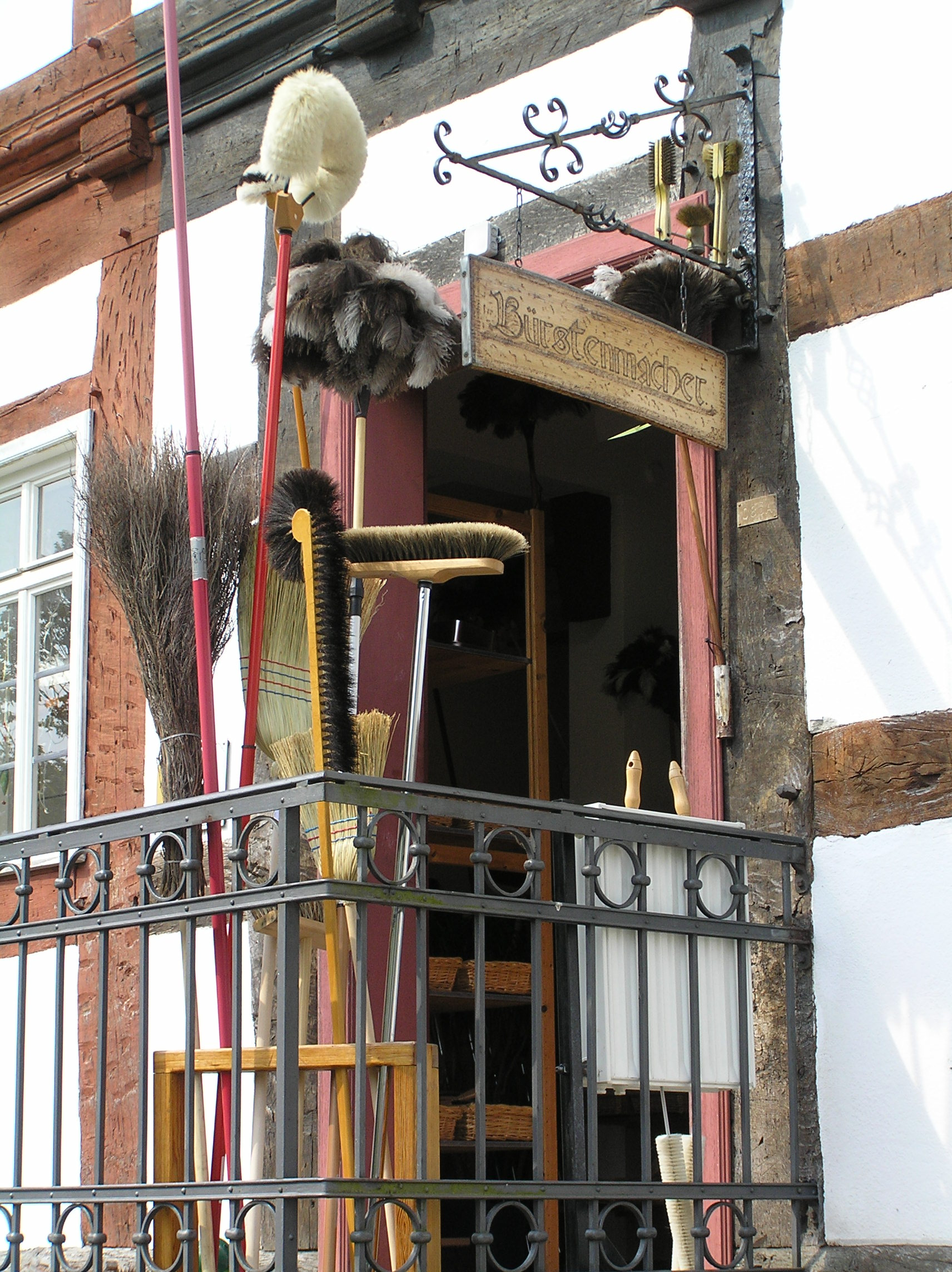
Bürstenmacher

### Baugruppe Werkstätten
Diese Baugruppe wird primär als Bauhof genutzt. Dennoch befinden sich auch in dieser Baugruppe bereits einige Objekte, die Teil des Museums sind. Neben der um 1800 errichteten Schmiede (ursprünglich aus Selters (Taunus)) ist hier vor allem eine 1830 erbaute Scheune mit Mansarddach aus Runkel-Hofen zu nennen. Dieses Gebäude wird für eine Dauerausstellung über das Herzogtum Nassau genutzt. Ein Schwerpunkt ist hier die Wirtschaftsgeschichte. Exponate der Ausstellung „Geldwesen in Nassau“ sind unter anderem Münzen und Scheine aus Nassau sowie eine Darstellung der Gründung der Nassauischen Landesbank.
In weiteren Gebäuden sind alte landwirtschaftliche Maschinen untergebracht. Eine Schienenanlage für eine Bergwerksbahn ist der Anfang einer Darstellung der Bergwerksgeschichte in Hessen.
Häuser und Ausstellungen der Baugruppe Werkstätten:

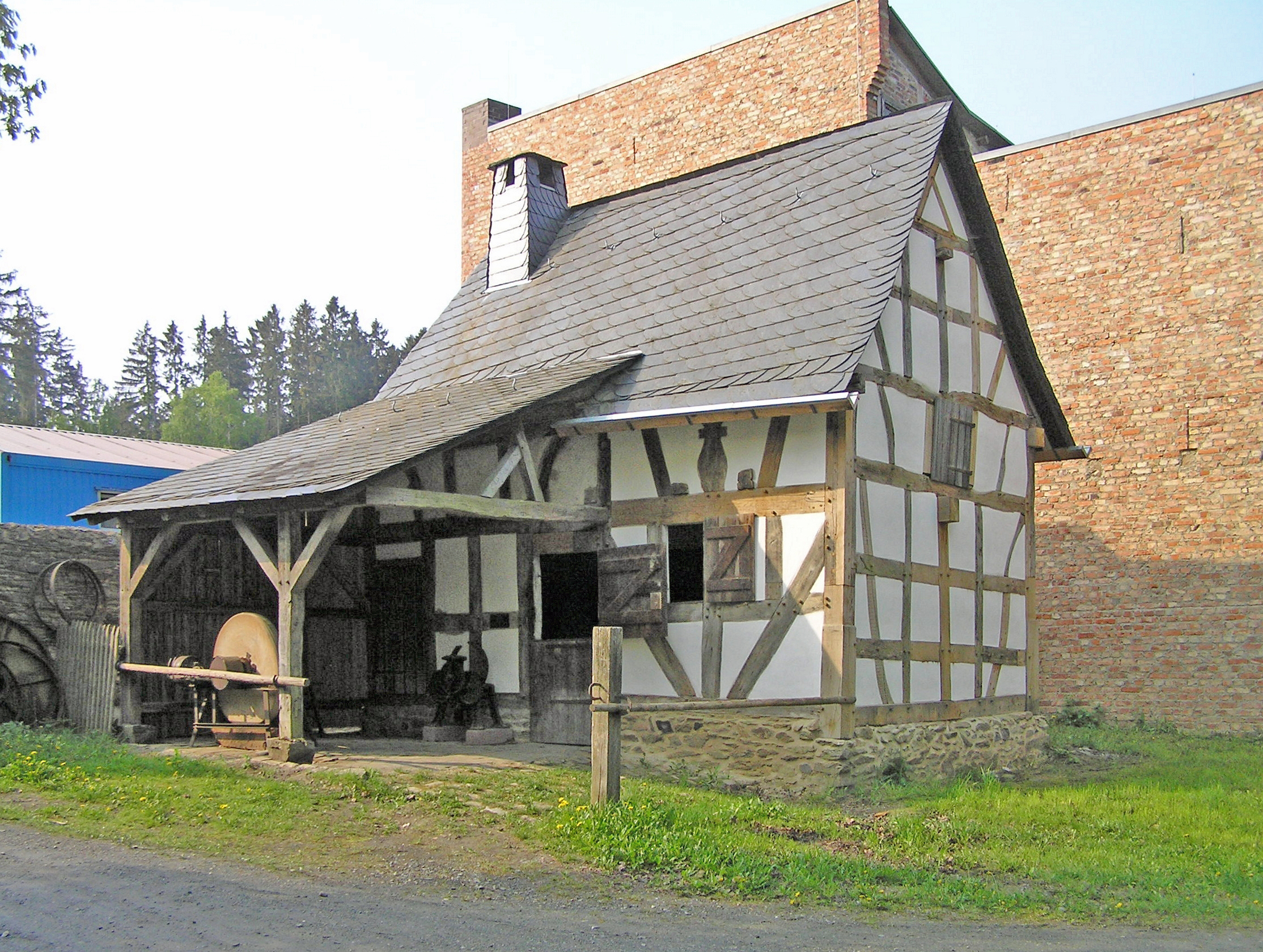
Schmiede
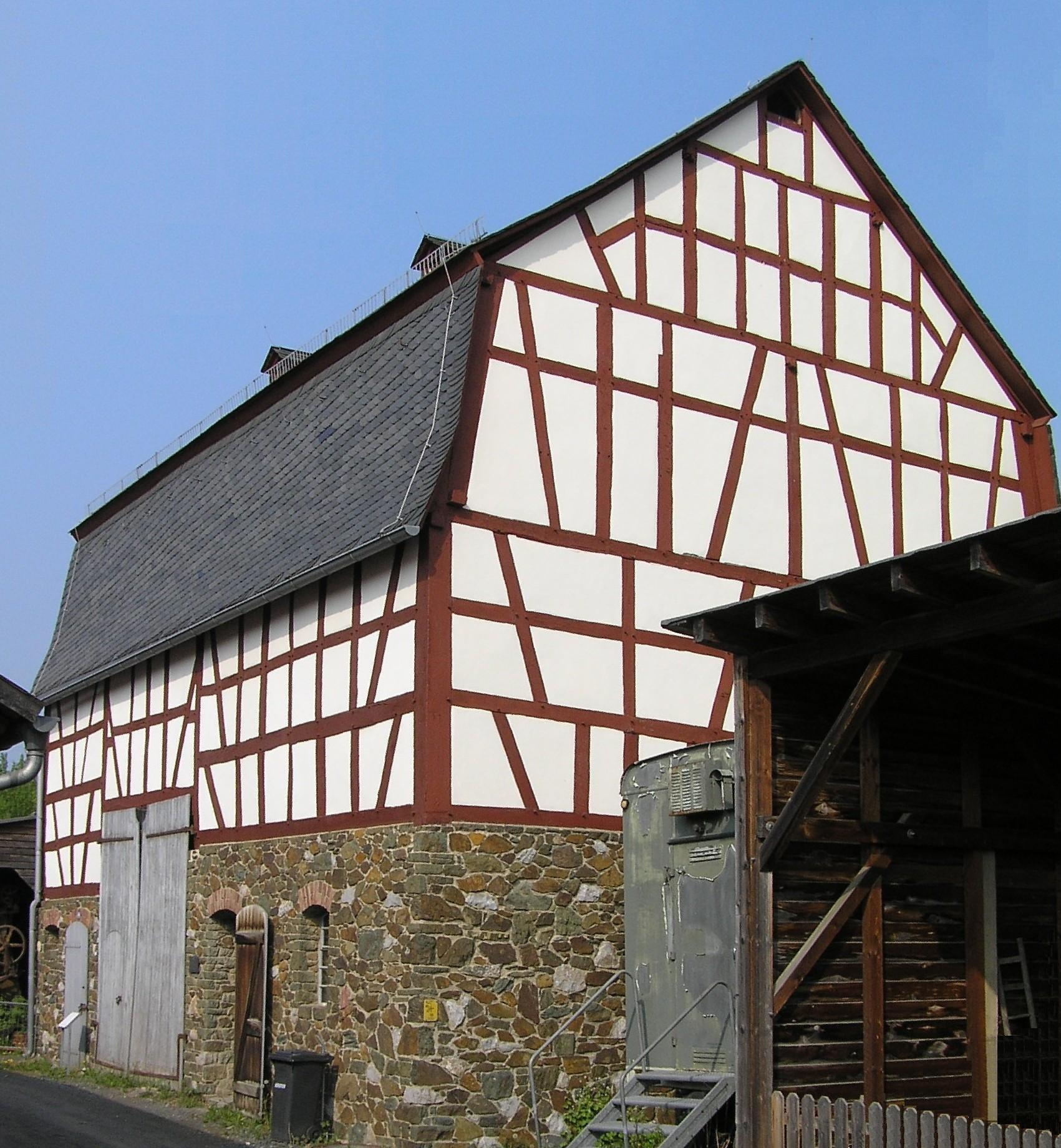
Scheune mit Mansarddach
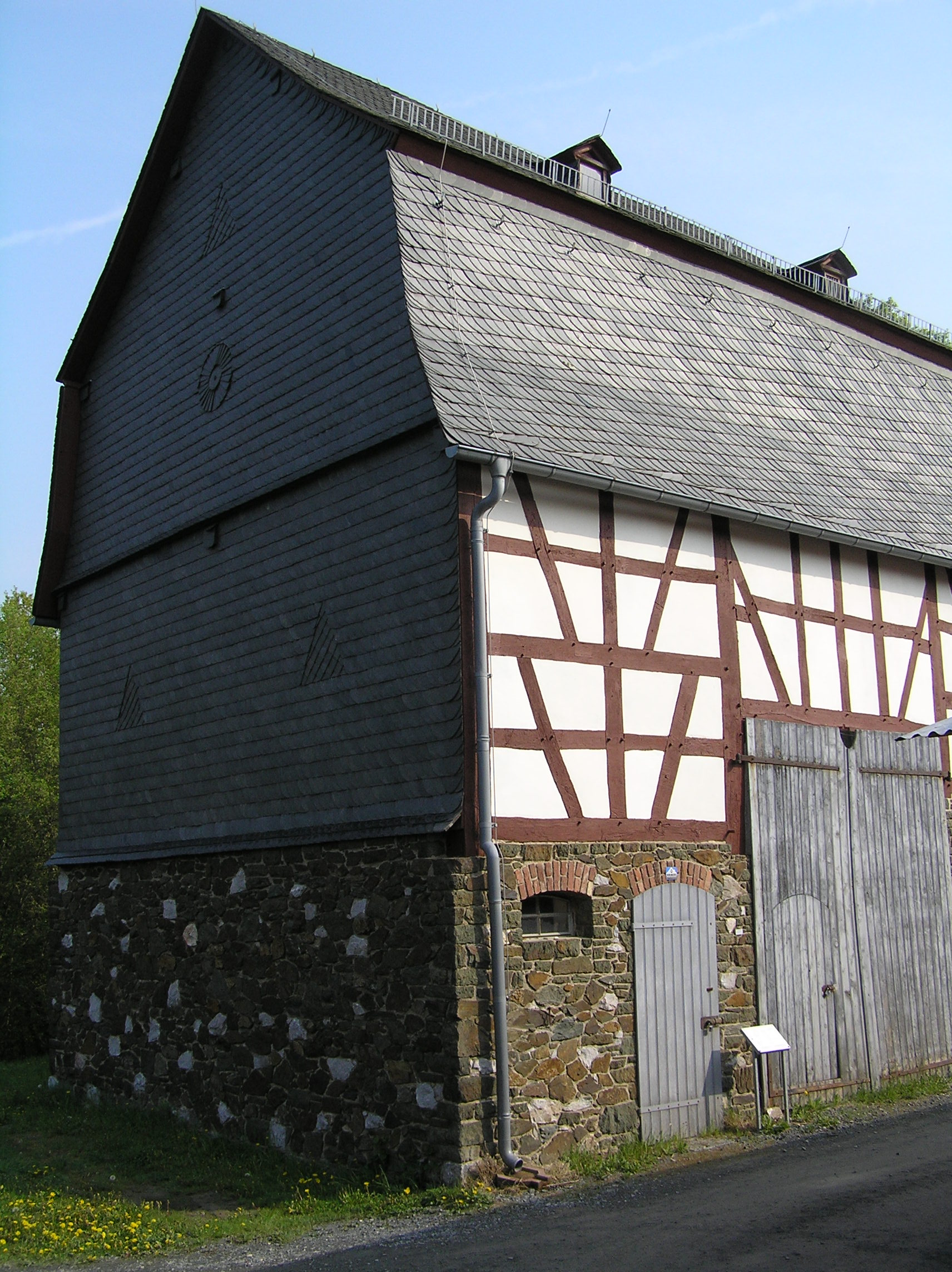
Seitenansicht

### Baugruppe Südhessen
Diese Baugruppe besteht derzeit nur aus der Synagoge aus Groß-Umstadt und einem Fachwerkhaus aus Radheim. 1986 wurde ein Weinberg als Teil der Baugruppe Südhessen angelegt. Auf drei Terrassen wurde Riesling in drei typischen Rheingauer Anbaumethoden angepflanzt. Die oberste Terrasse ist mit 144 Rebstöcken in der alten Rheingauer Pfahlerziehung angebaut. Die mittlere Terrasse demonstriert das Niederspalier mit Flachbogenerziehung, das bis in die 1950er Jahre genutzt wurde. Auf der untersten Terrasse ist die heutige Anbaumethode, die Drahtrahmenerziehung mit modernem Spalier eingerichtet. Jährlich im Oktober findet die Lese statt. Der Wein wird in der Forschungsanstalt Geisenheim gekeltert.

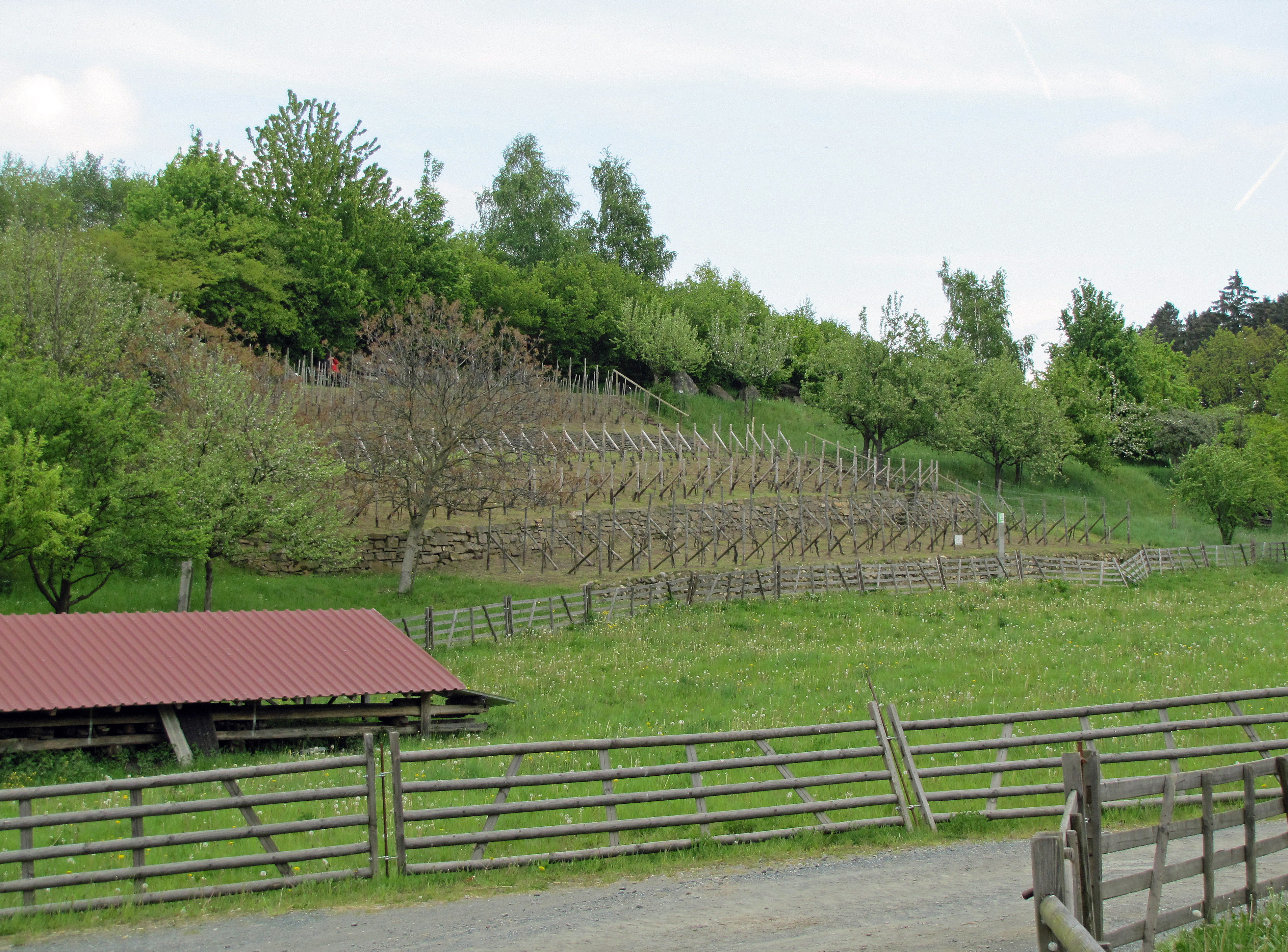
Weinberg
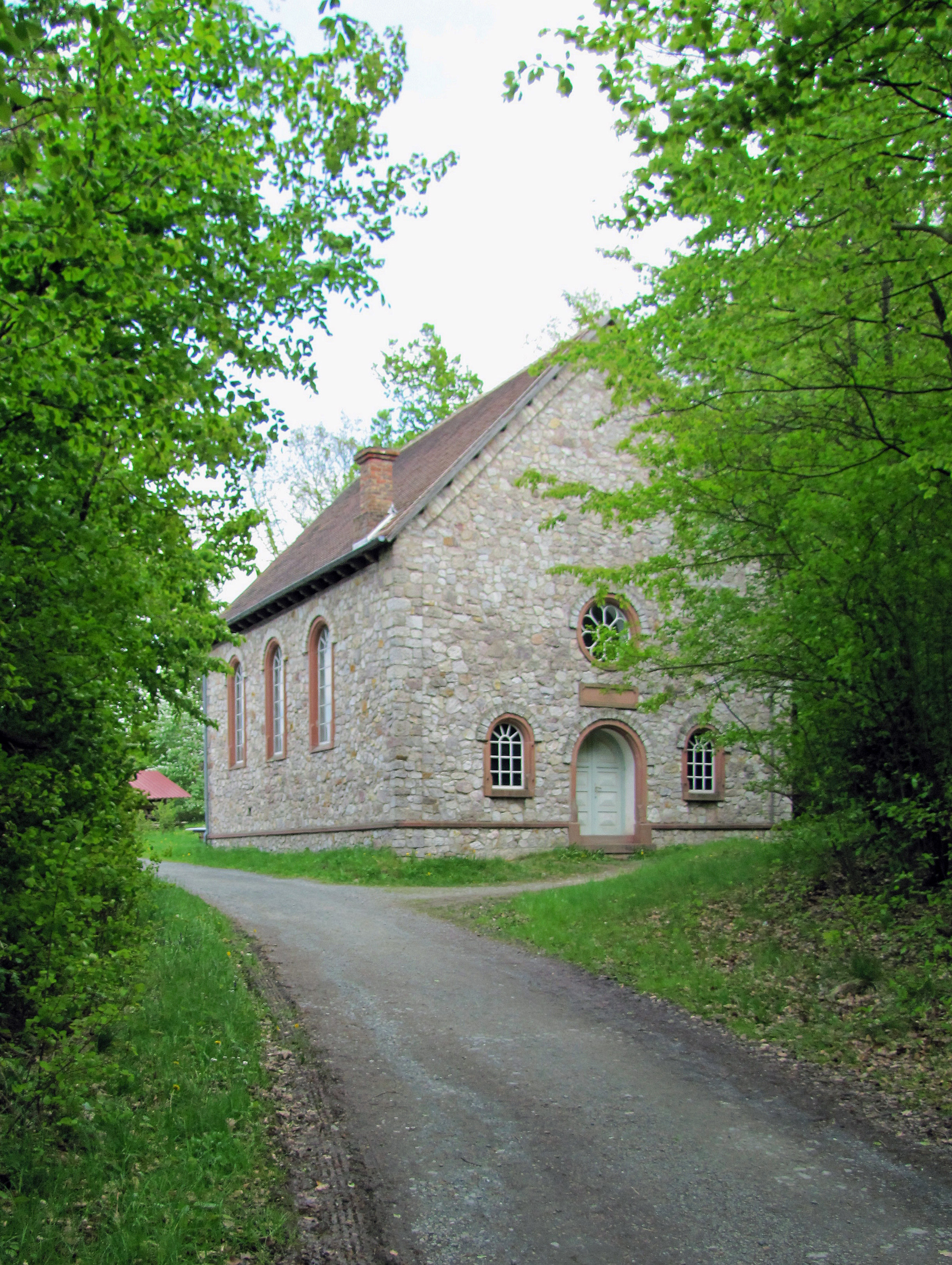
Synagoge aus Groß-Umstadt

### Baugruppe Rhein-Main
Diese Baugruppe umfasst neben Ställen auch den Neubau einer Remise. Im Juli 2017 wurde hinter der Hofanlage aus Anspach ein Trimm-Dich-Pfad mit zehn Stationen eröffnet, gebaut nach dem historischen Vorbild der 1970er Jahre und angepasst an aktuelle DIN-Normen und neuste sportmedizinische Erkenntnisse. Eine als Rundkurs ausgebildete 800 Meter lange Laufstrecke komplettiert das Sportangebot. Ergänzend dazu beleuchtet ein Ausstellungsmodul die Entwicklung der Breitensportbewegung und greift so erstmals im Museum die sozial-gesellschaftlichen Umbrüche der 1970er Jahre auf. Der Trimm-Dich-Pfad kann im Rahmen eines Museumsbesuchs zu den allgemeinen Öffnungszeiten benutzt werden.

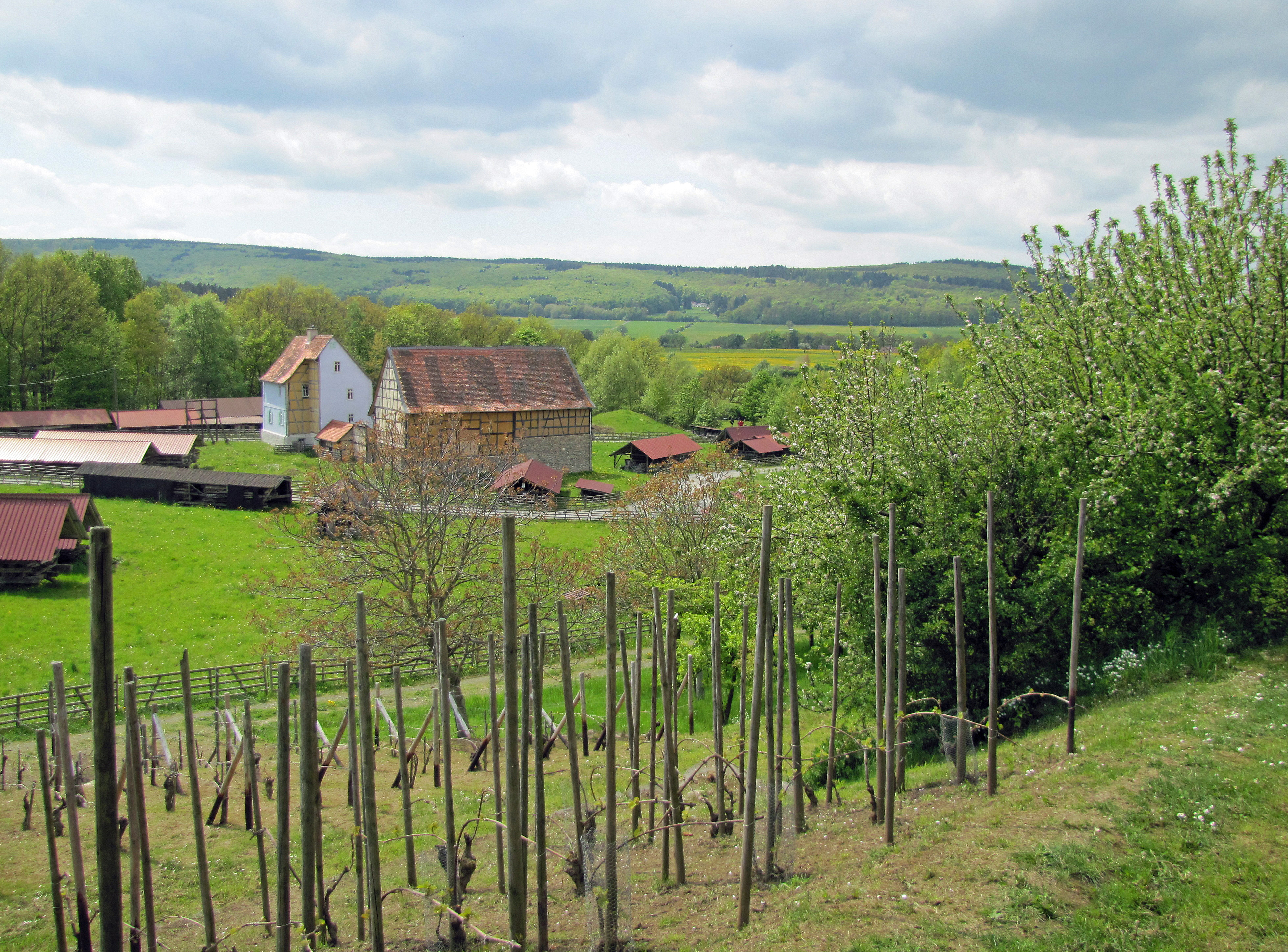
Blick vom Weinberg zur „Baugruppe Rhein-Main“
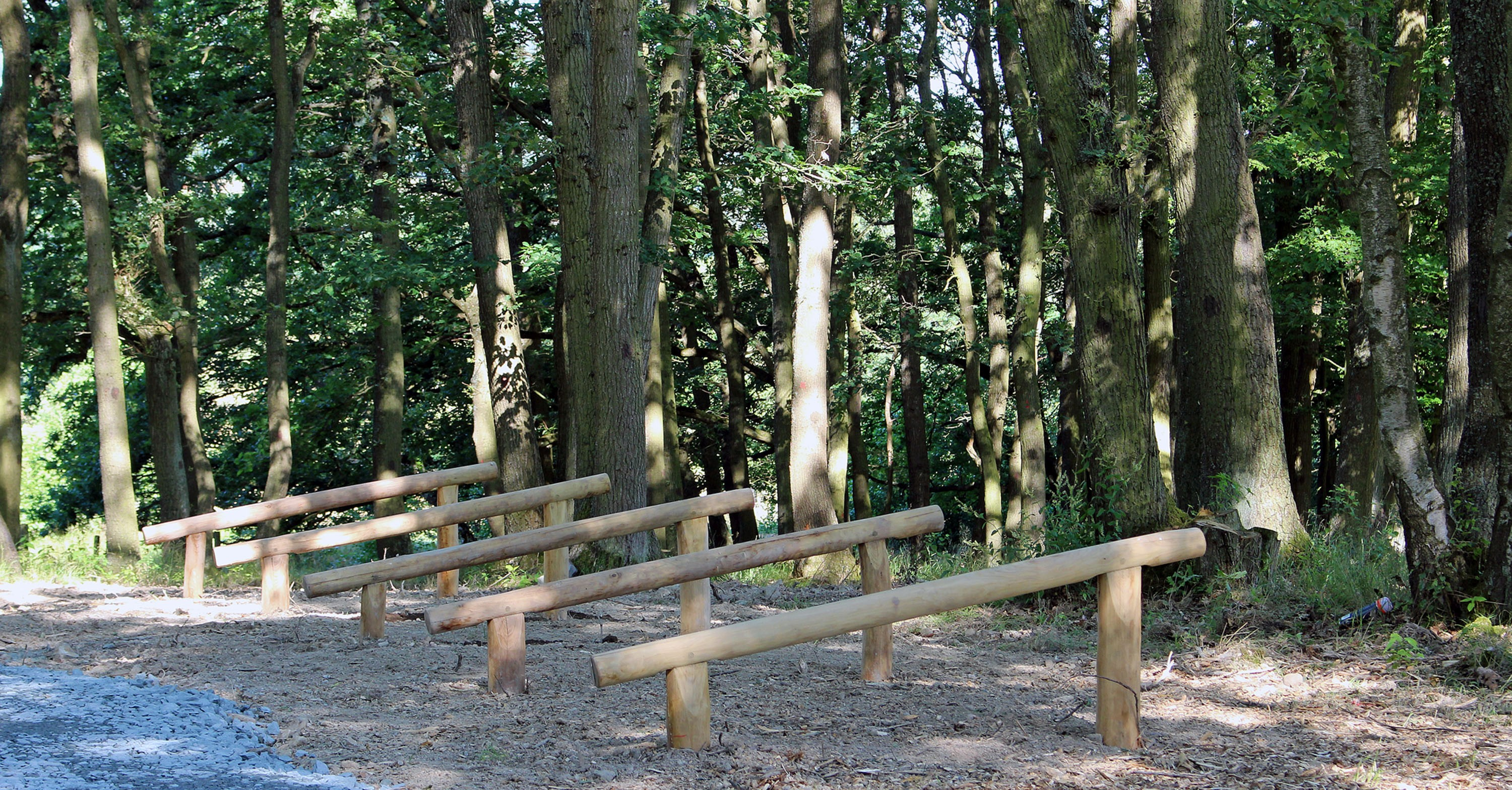
Station 7 des Trimm-Dich-Pfads (Hindernisspringen)

### Baugruppe Mittelhessen

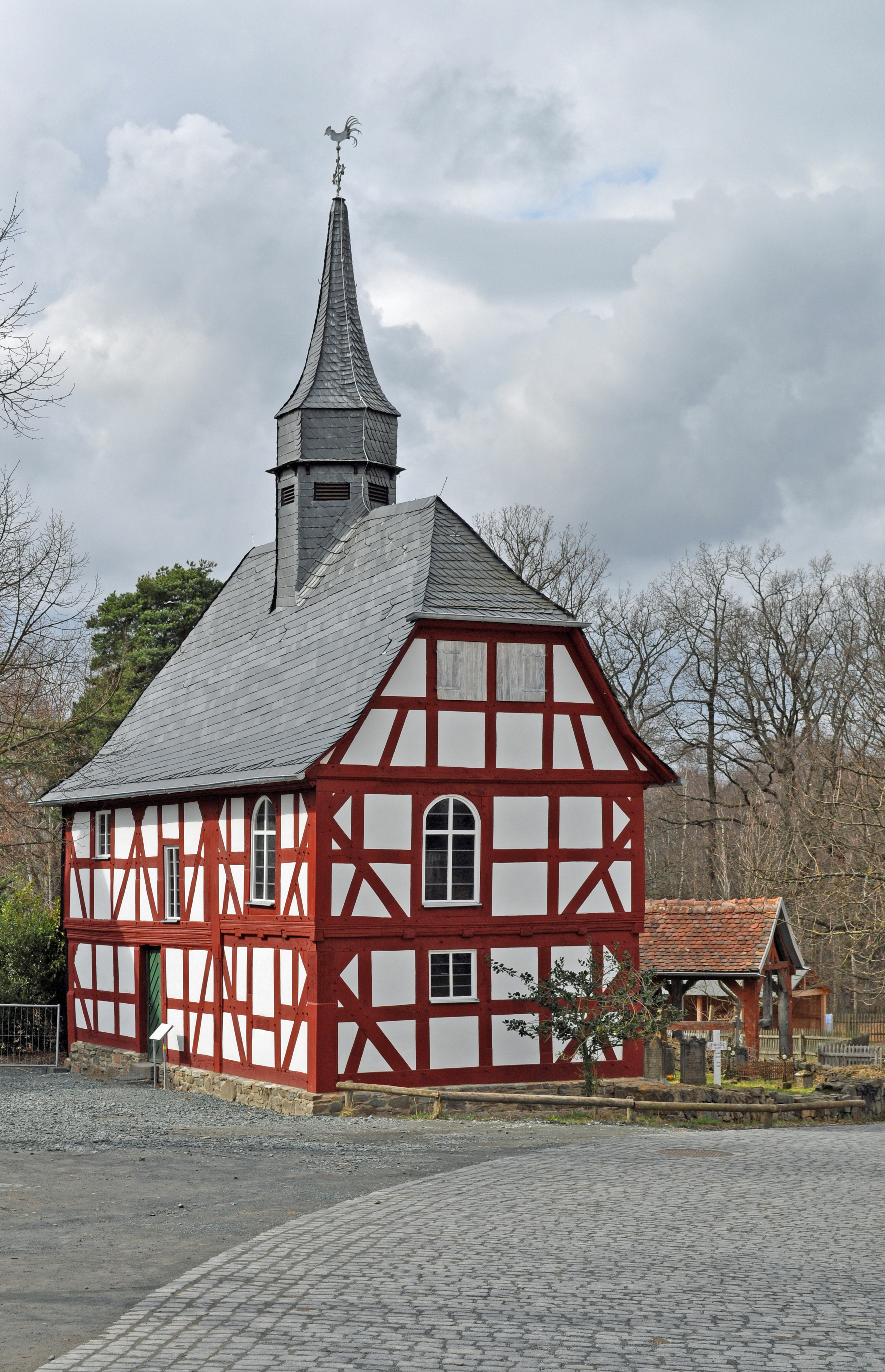
Fachwerkkirche aus Niederhörlen (2010)

Neben der Baugruppe Marktplatz war die Baugruppe Mittelhessen (vormals Baugruppe Lahn-Dill-Ohm) die erste, die in den 1970er und 1980er Jahren fertiggestellt wurde. Sie bildet den Einstieg in den Hessenpark nach dem Kassenschalter. Nachgebaut wurde ein Reihendorf mit Übergang zum Haufendorf, eine für Mittelhessen in der Mitte des 18. Jahrhunderts typischen Siedlungsform. Die Häuser stammen aus dem Westerwald, dem Hintertaunus, dem Dillgebiet und dem Raum um Gießen und Marburg. Kern der Baugruppe ist ein kleiner Platz, der durch die Fachwerkkapelle aus Niederhörlen und das Schul- und Rathaus aus Frickhofen geprägt wird. Eine Besonderheit ist auch ein Gemeindebackhaus mit „Armenwohnung“ aus Probbach am Rand der Baugruppe. Dort befindet sich auch die Kapelle aus Lollar, die zu Trauungen genutzt werden kann. Hinter der Kirche befindet sich ein Freilufttheater.
Der Reihendorfteil der Baugruppe wird mit der Schulreite aus Münchhausen eröffnet, die für Sonderausstellungen genutzt wird.

### Baugruppe Osthessen
In der Baugruppe Osthessen sind bisher wenige Gebäude wieder aufgebaut. 2008–2013 wurde ein Wohnstallhaus genanntes Nebenhaus aus Sieblos eröffnet. Daneben wurde der Aufbau eines Hofes aus Mittelkalbach realisiert sowie 2005 eines Stalls aus Oberkalbach und einer kleinen Wegekapelle aus Weyhers. Eine Bockwindmühle mit kastenförmigem Aufbau aus dem Kreis Peine in Niedersachsen ergänzt die Baugruppe.

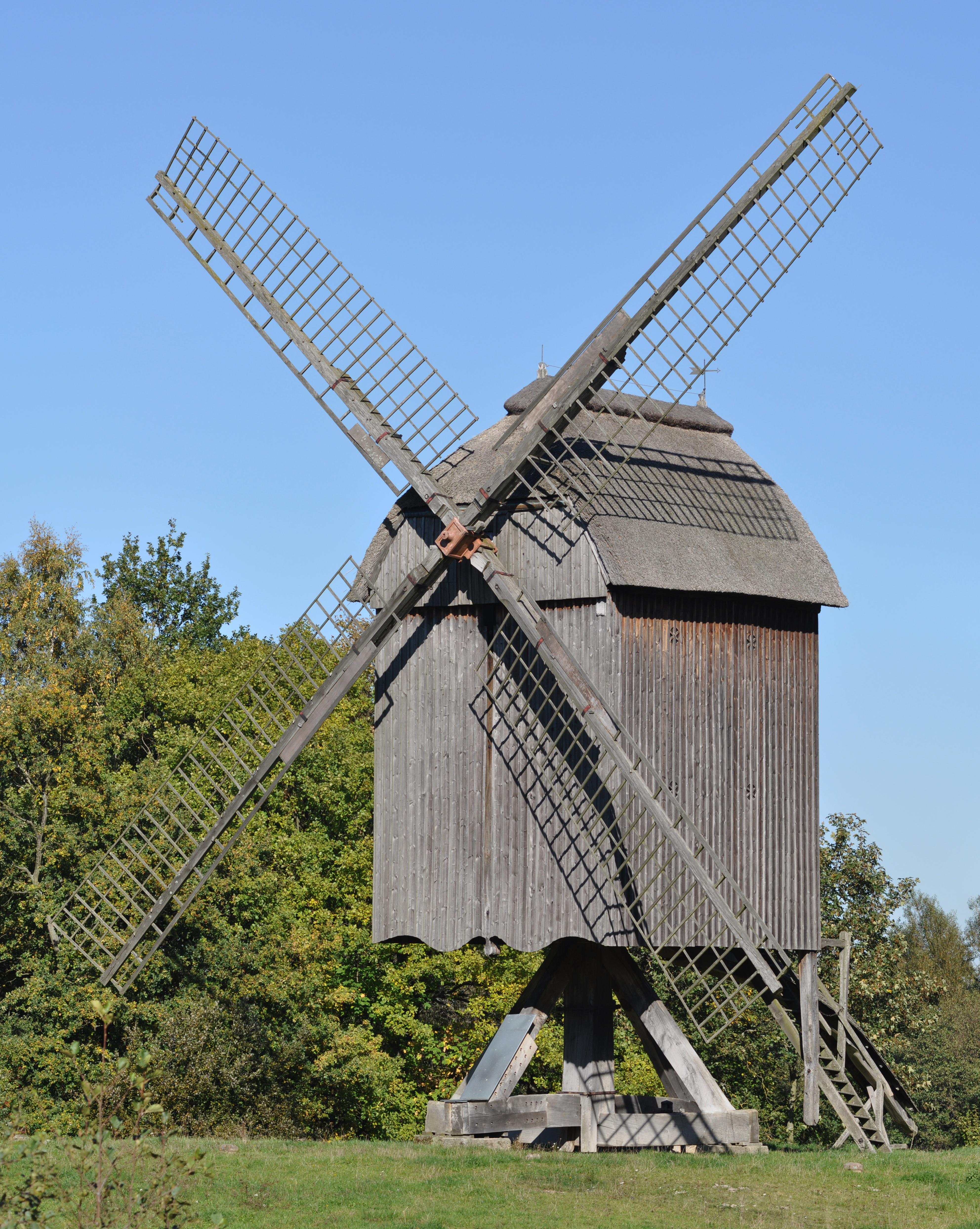
Bockwindmühle aus Alvesse

### Baugruppe Nordhessen
Kern der Baugruppe Nordhessen ist ein Ensemble aus der Zehntscheune, einem Gutsgebäude mit Küchentrakt und Stall- und Scheunengebäuden in Form eines Vierseithofes. Die Zehntscheune dient der Gastronomie und bietet für größere Veranstaltungen Räume. Diese Zehntscheune stand ursprünglich in der Domäne Trendelburg und wurde 1568 errichtet. Im gegenüberliegenden Scheunengebäude ist eine Ausstellung über moderne Landwirtschaft und Landwirtschaftsgeschichte untergebracht. Weiterhin befinden sich dort eine Metzgerei, eine Apfelweinkelterei, eine Brennerei und eine Küferwerkstatt. Das Gebäude stammt aus Emstal-Sand und wurde in mehreren Schritten 1742, 1896 und im ersten Drittel des 20. Jahrhunderts als Teil eines größeren Hofgutes erbaut. Das Kopfende wird vom Gutshof Engelbach und dem dazugehörenden Küchentrakt gebildet. Dieses Gebäude wurde Mitte des 18. Jahrhunderts anstelle eines älteren Gebäudes als Haupthaus einer größeren Hofanlage mit einem Dutzend Nebengebäuden in Niederaula-Solms errichtet. Als Kirchengebäude wurde die Kirche aus Kohlgrund wieder aufgebaut. Seit 2009 wird eine Stallscheune aus Asterode als Ausstellungshaus genutzt. 2014 wurde die Dorfwirtschaft „Martinsklause“, ein 1723 in Remsfeld erbautes und 1975/76 abgetragenes Gebäude mit einer regionaltypischen Mischung aus Landwirtschaft und Gewerbe, im Stil der 1950er Jahre eröffnet. In der Scheune neben der Klause befindet sich eine Ausstellung zur Geschichte der Licher Privatbrauerei.

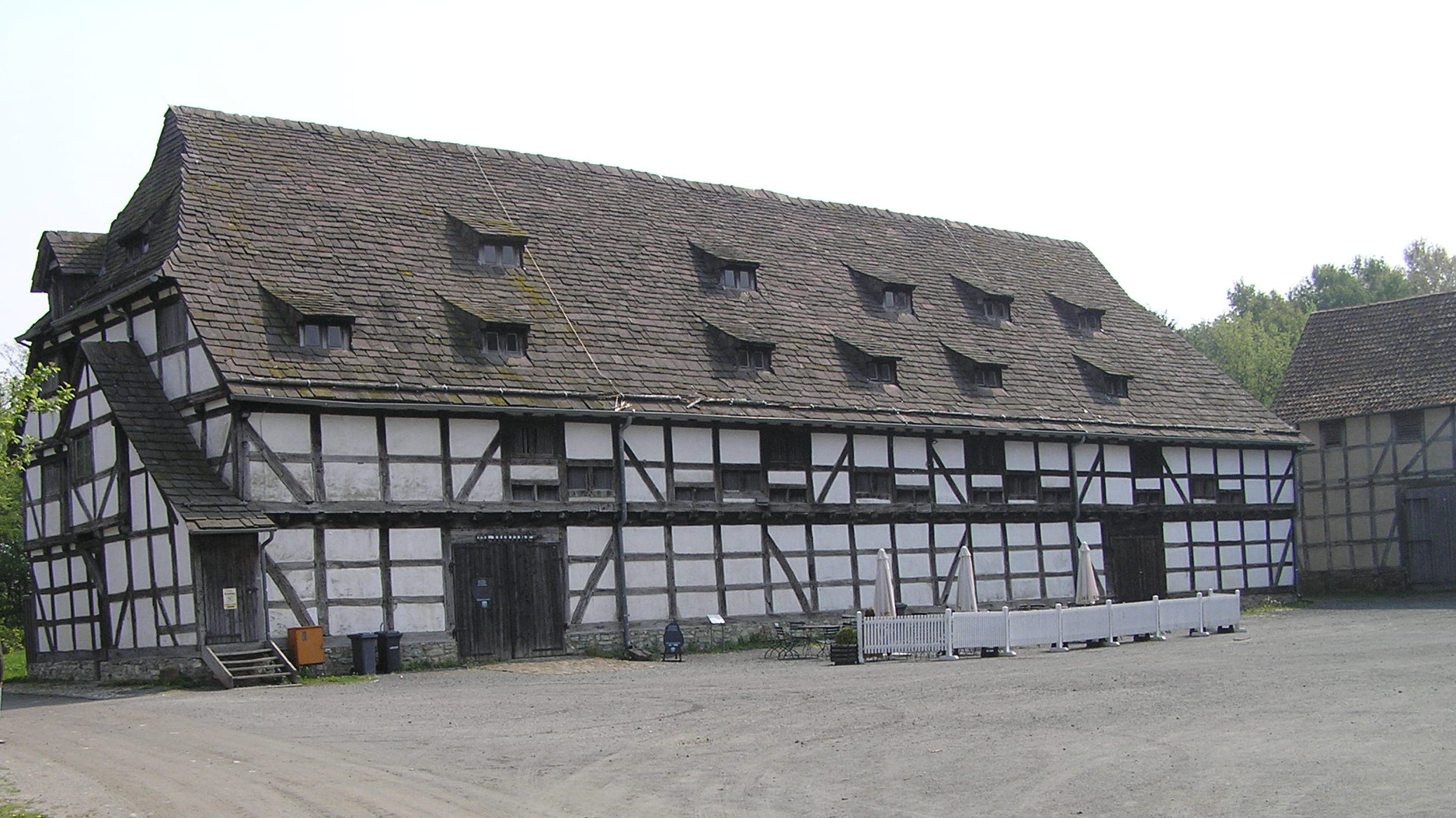
Zehntscheune
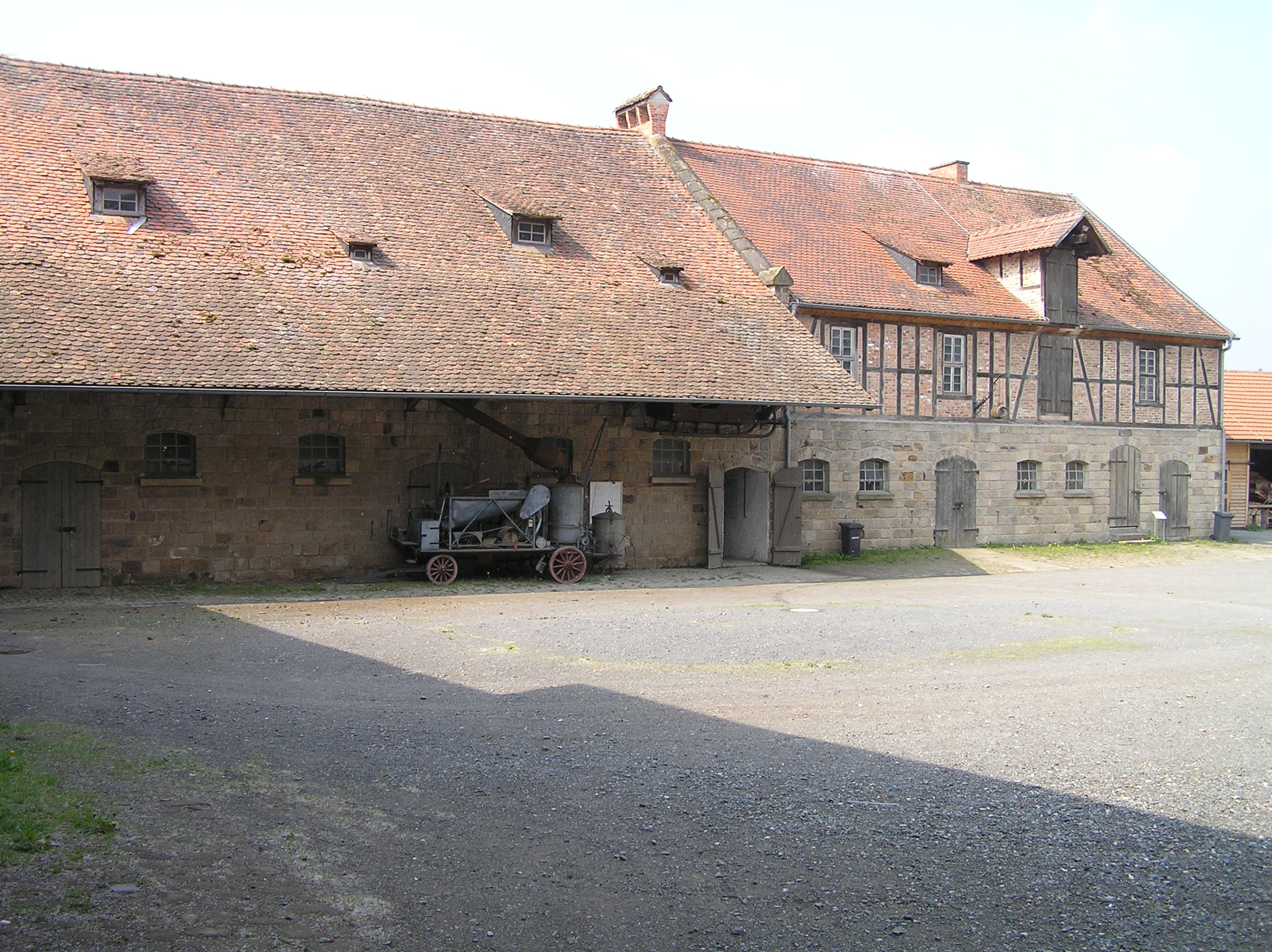
Ställe und Scheunen
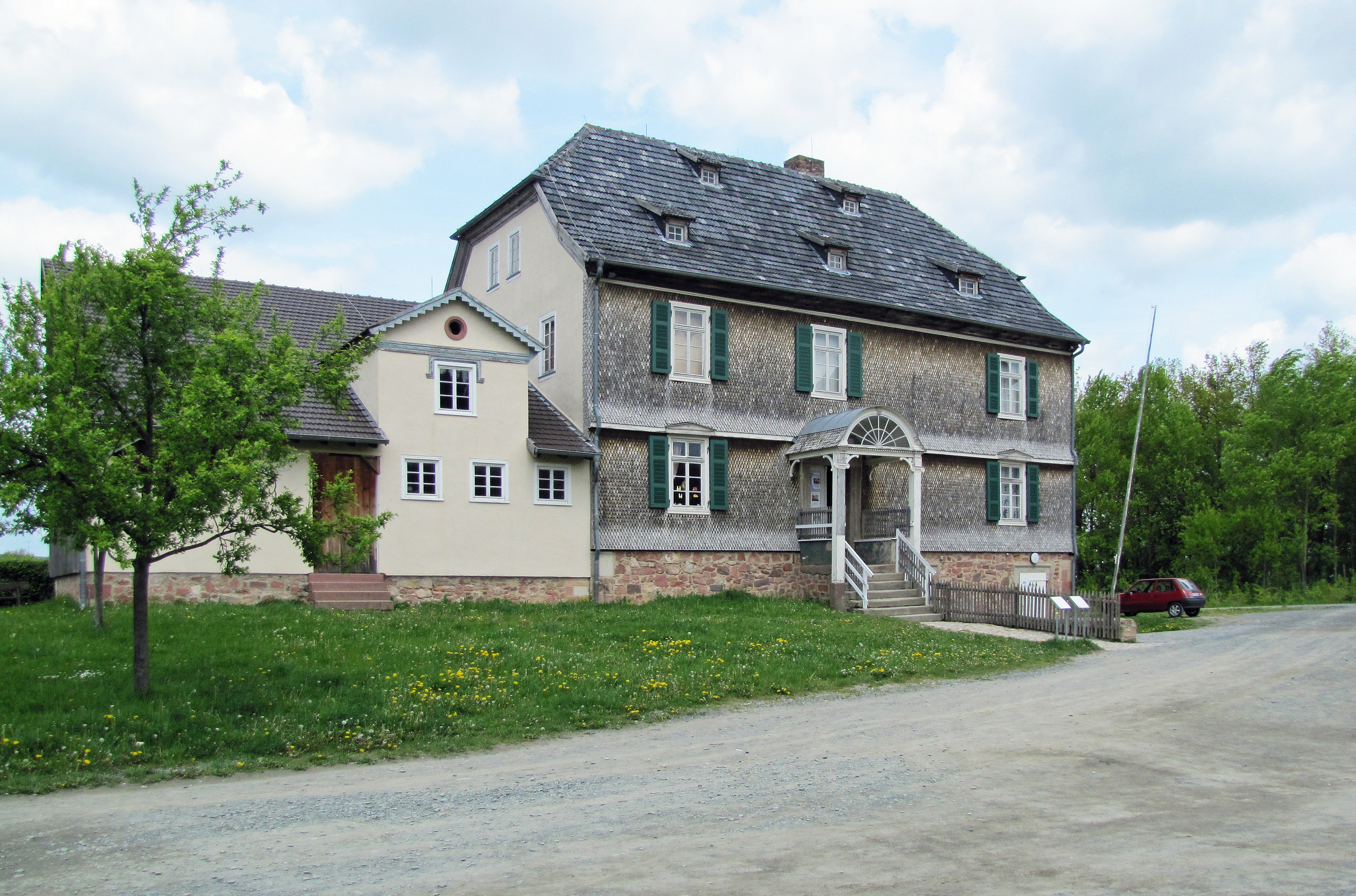
Vorderseite Gutshof Engelbach
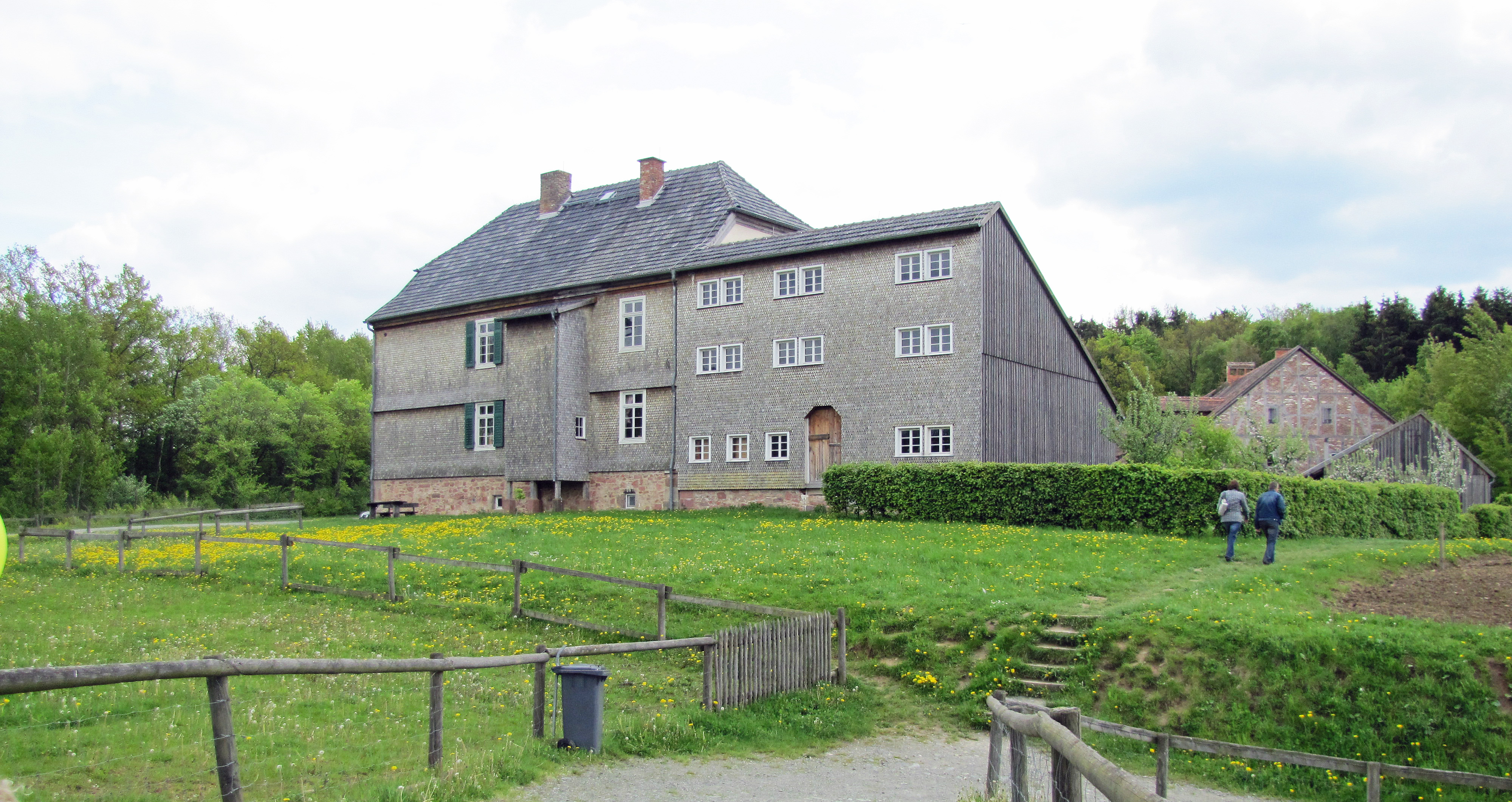
Rückseite Gutshof Engelbach
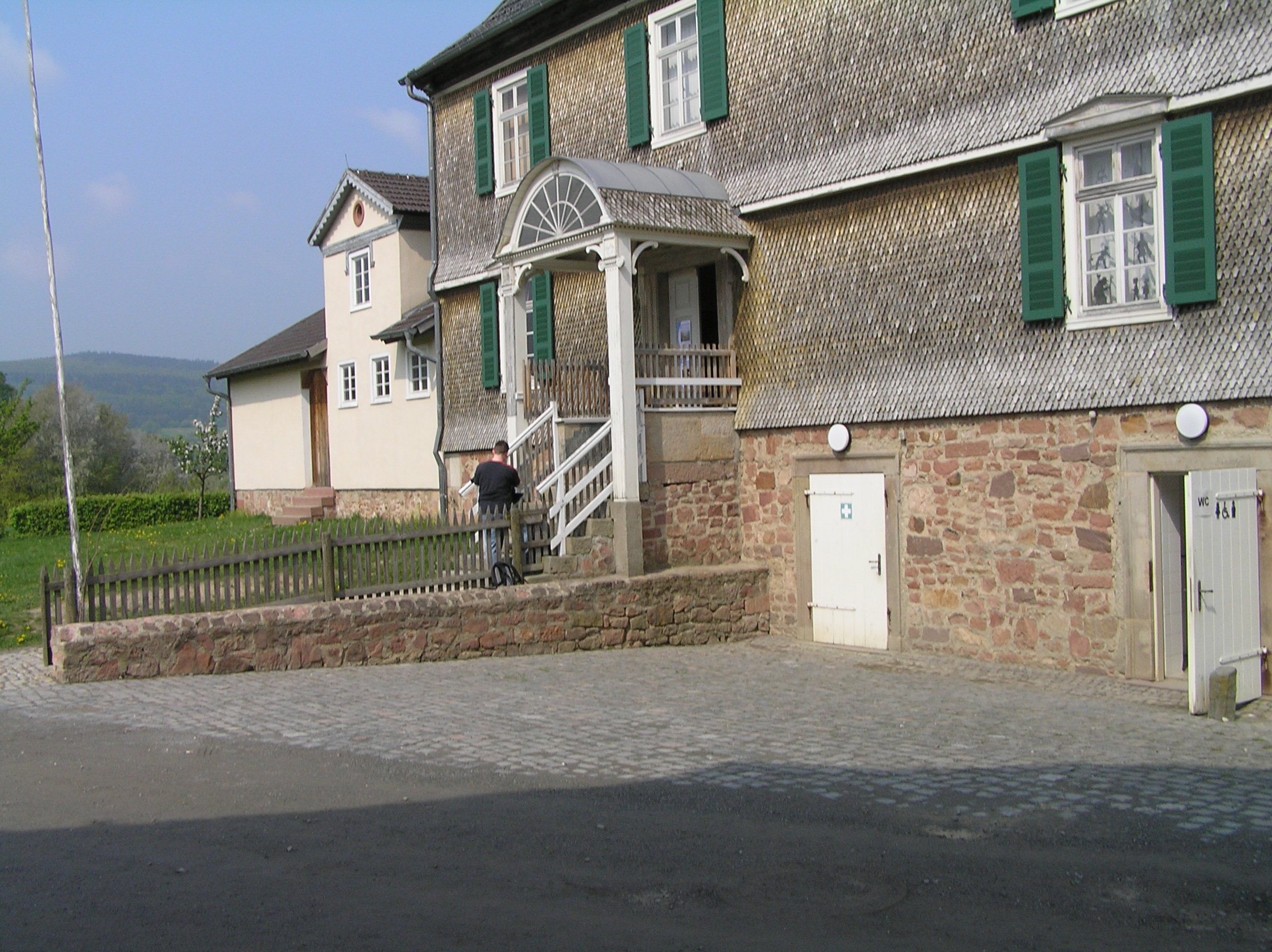
Gutshof Engelbach mit Küchentrakt
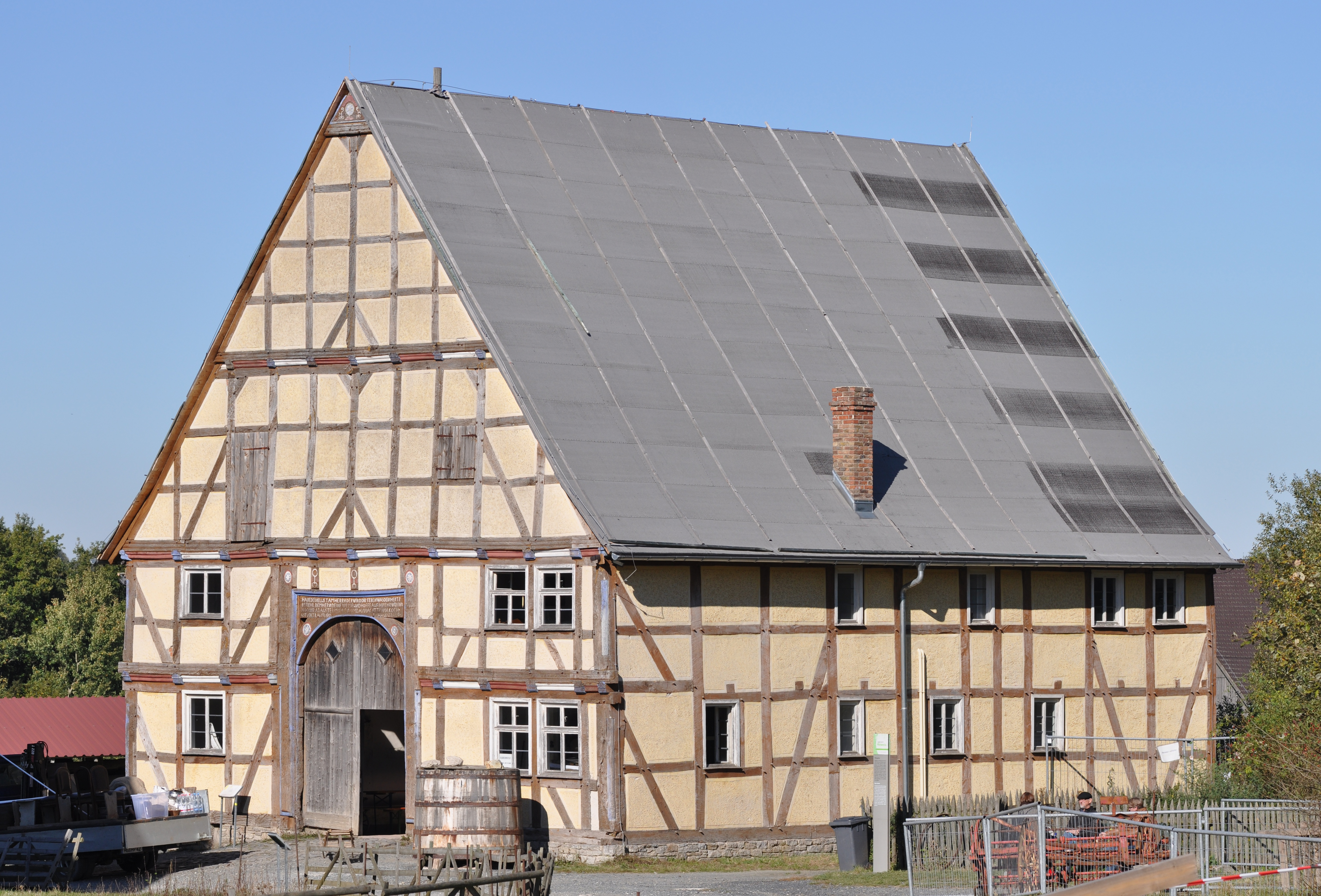
Haus aus Ostheim mit Blaufärberei

In der Nachbarschaft dieses Ensembles fällt bereits von weitem die Windmühle von 1822 aus Borsfleth auf.

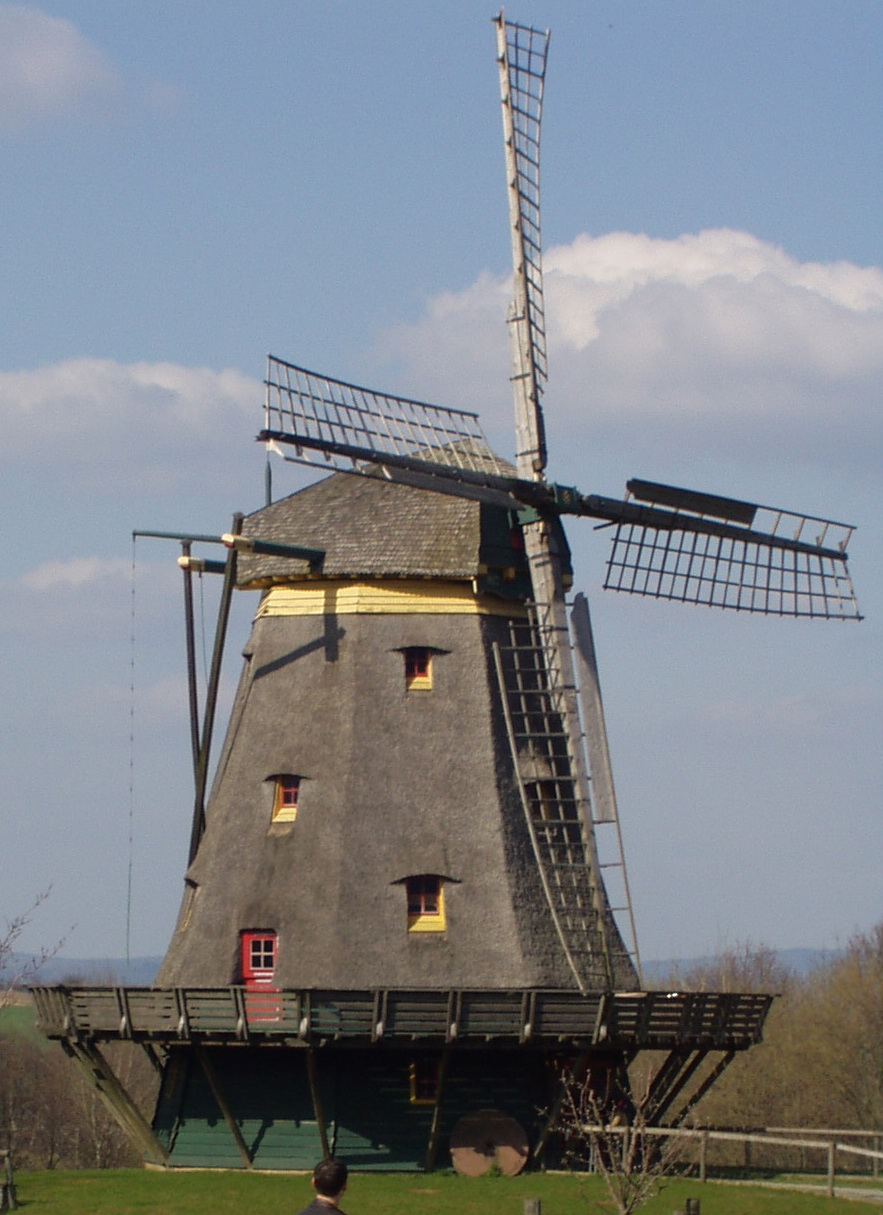
Windmühle
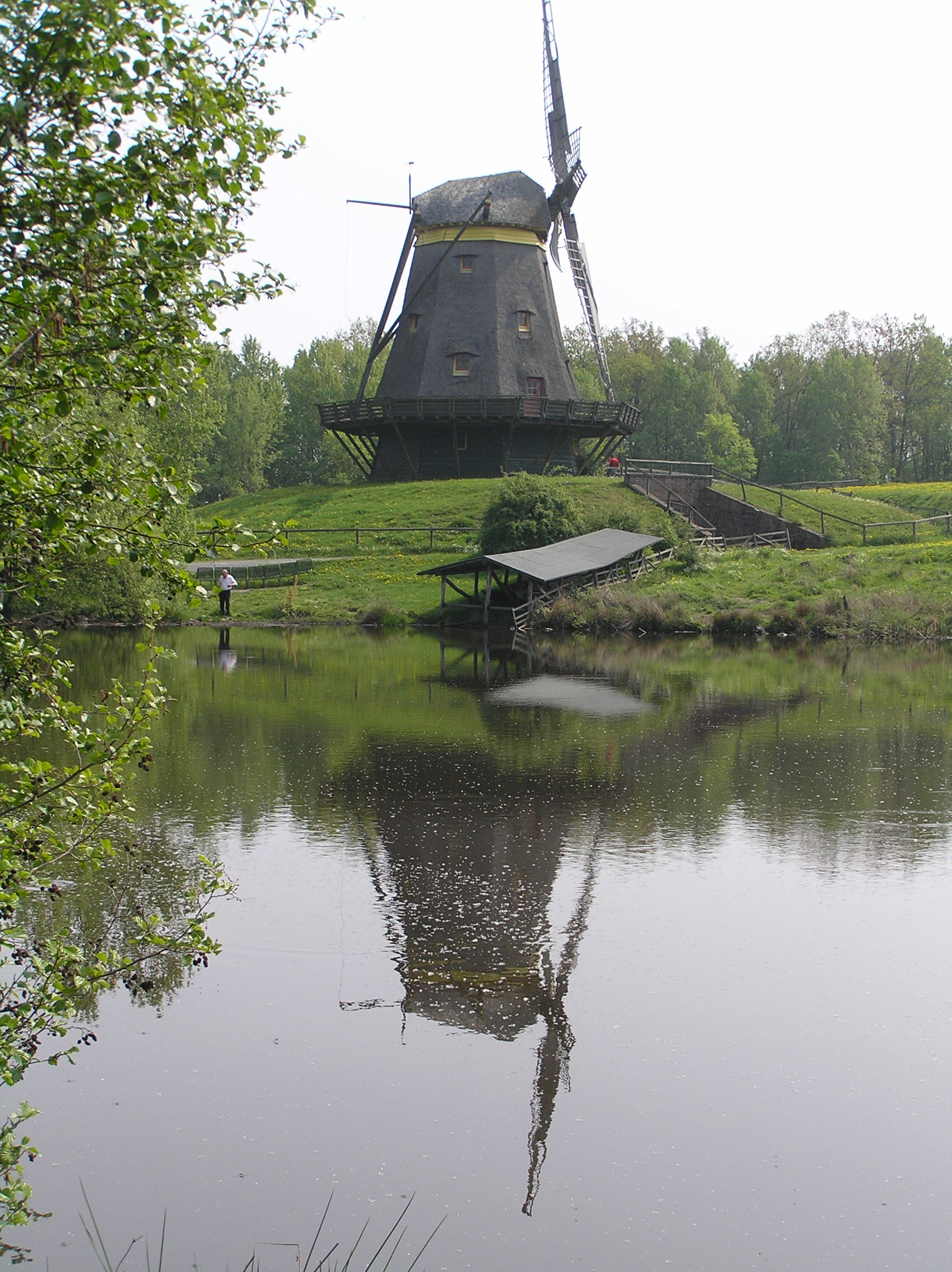
Windmühle, gespiegelt im See
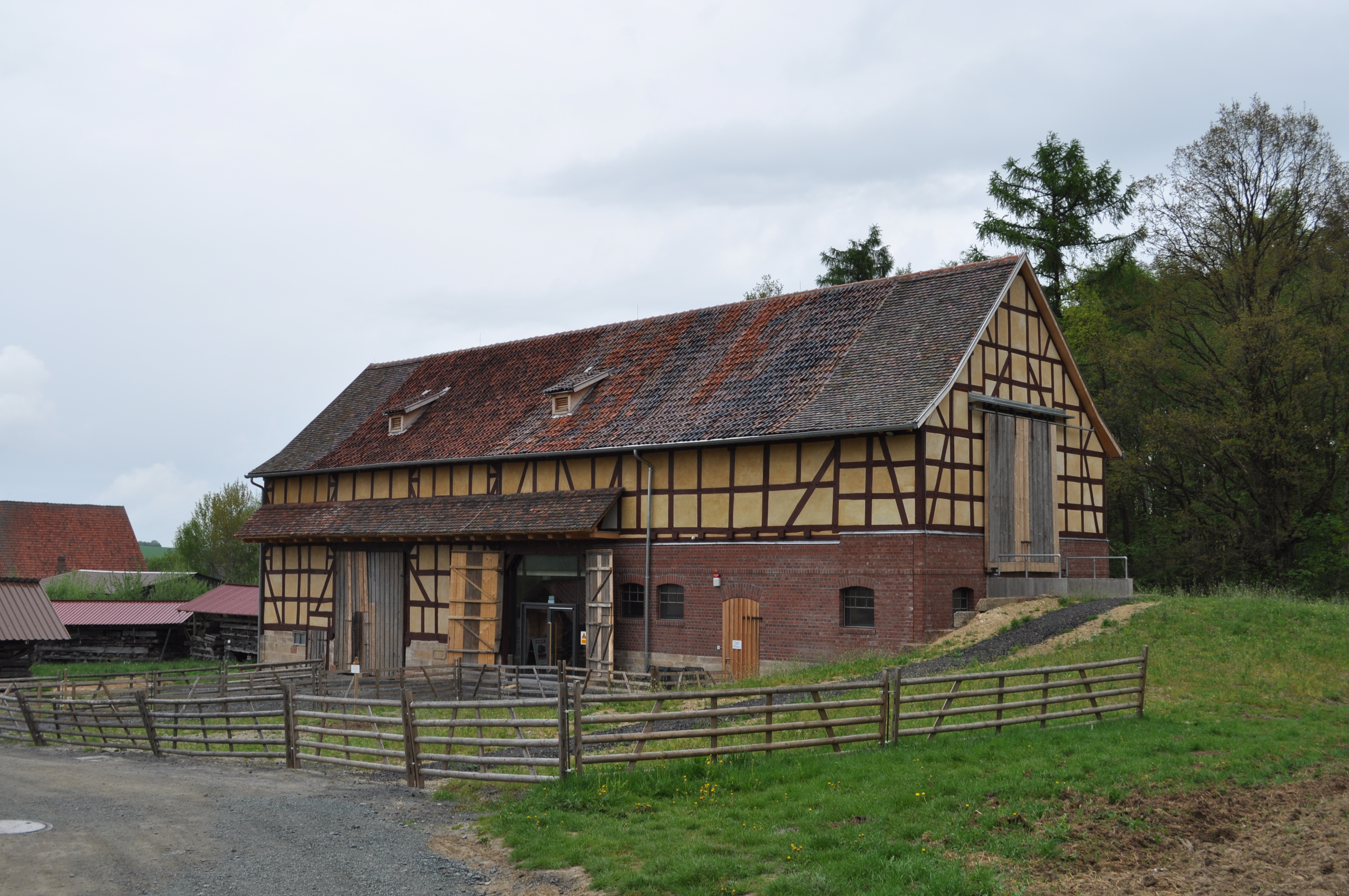
Stallscheune aus Asterode (Ausstellungshaus)

## Geschichte des Geländes
Die Nutzung des Geländes lässt sich historisch in drei Phasen einteilen. Bei der Gestaltung des Geländes sind alle drei Nutzungen dargestellt.
1000 bis 1100 begannen erste Rodungen im Stahlnhainer Grund. Die Bewirtschaftung erfolgte bis ca. 1400/1450 durch die nahegelegene Waldschmiedesiedlung Stahlnhain. Auf dem Gelände wurde hauptsächlich Köhlerei und Eisenverhüttung betrieben. Im Gebiet Stahlnhains wurden 50 Rennfeuerstellen und 500 Meilerplätze gefunden. Davon lagen allein 5 Rennfeuerstellen und 15 Meilerplätze auf dem Gelände des Hessenparks.
Vom 15. bis zum 19. Jahrhundert wurde nach Niedergang der Eisenverhüttung das Gebiet zur Waldweide genutzt.
Ab etwa 1829 und bis 1930 diente der Niederwald zur Lohgewinnung. Ab 1900 erfolgten die ersten Nadelbaumanpflanzungen. Nach dem Zweiten Weltkrieg wurde das Gelände hauptsächlich zur Brennholzgewinnung genutzt. Teilflächen waren auch gerodet und dienten als Weidefläche.

## Veranstaltungen

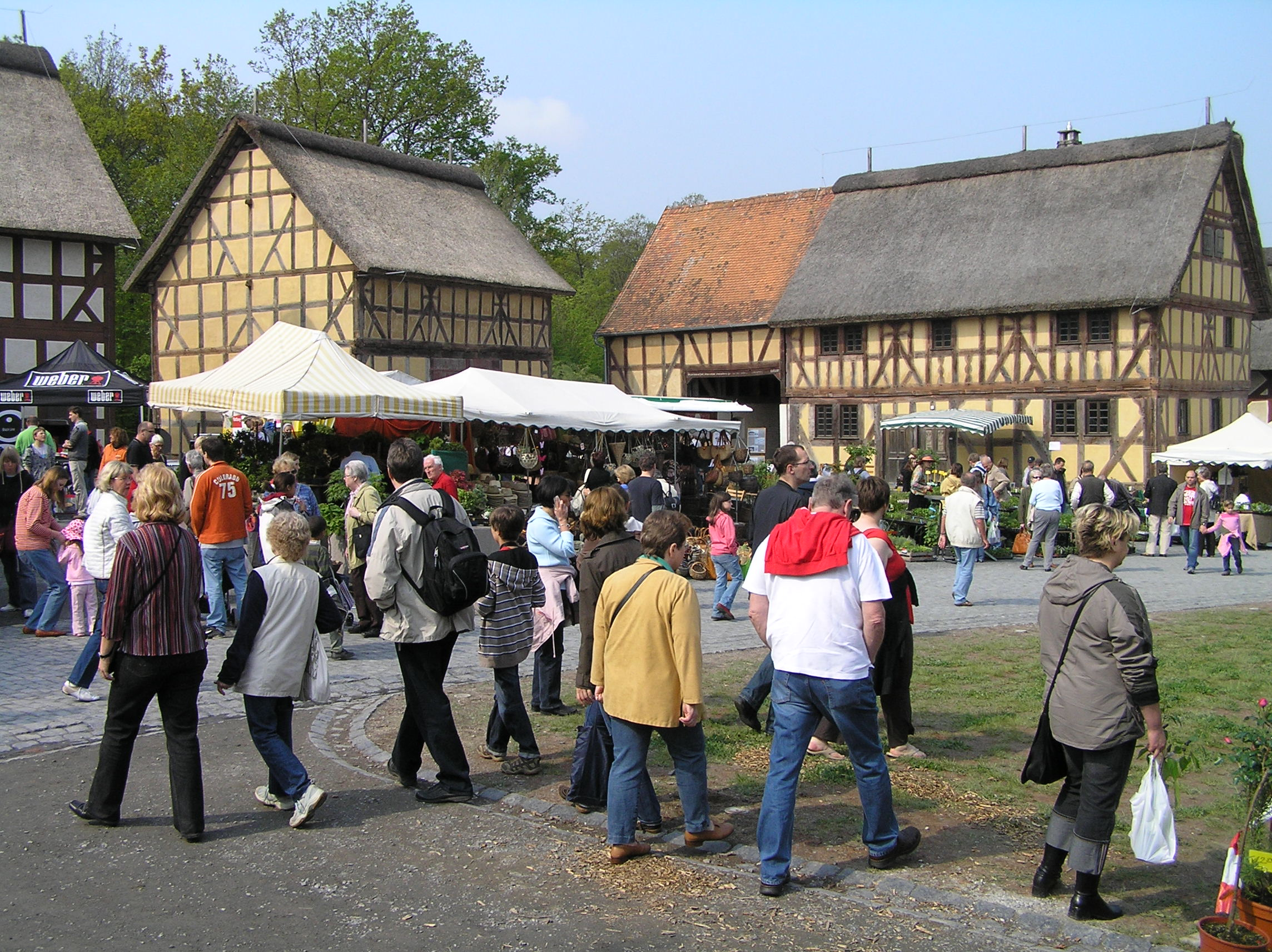
Pflanzenmarkt im Hessenpark

Im Laufe des Jahres locken eine Vielzahl von traditionellen Veranstaltungen zusätzliche Besucher in den Hessenpark. Anfang Mai findet der Pflanzenmarkt, Anfang Dezember der Weihnachtsmarkt statt. An einer Vielzahl von Gedenk- und Aktionstagen (wie dem Tag des Bieres) finden dem Thema entsprechende Veranstaltungen statt.

## Museumspädagogik
Mit Unterstützung der Museumspädagogen können Informationen über die früheren Lebens-, Wohn- und Arbeitsbedingungen der ländlichen Bevölkerung vertieft werden. Es werden verschiedene Führungen und Projekte für Schulklassen angeboten.

## Förderverein
Der Träger des Hessenparks ist das Land Hessen. Zum 1. Juli 1978 wurde der Park als Landesbetrieb in eine eigene Gesellschaft ausgelagert. Um die Arbeit des Hessenparks zu fördern, besteht der Förderverein des Hessenparks der „Förderkreis Freilichtmuseum Hessenpark e. V.“ 1974 bis 2004 wurden mehr als 2,1 Millionen Euro Beiträge und Spenden für die Weiterentwicklung des Hessenparks eingenommen.

## Verkehrsanbindung
Der Hessenpark ist mit öffentlichen Verkehrsmitteln gut erreichbar. Die Bad Homburger Stadtbuslinie 5 verbindet ihn an Wochenenden stündlich mit den dortigen Stationen der S-Bahn und U-Bahn. Zu den Bahnhöfen Wehrheim und Neu-Anspach an der Bahnstrecke Friedrichsdorf–Albshausen besteht außerdem eine tägliche Busverbindung.